# Lapis-lazuli
Cet article concerne la roche. Pour le pigment, voir lapis-lazuli (couleur).

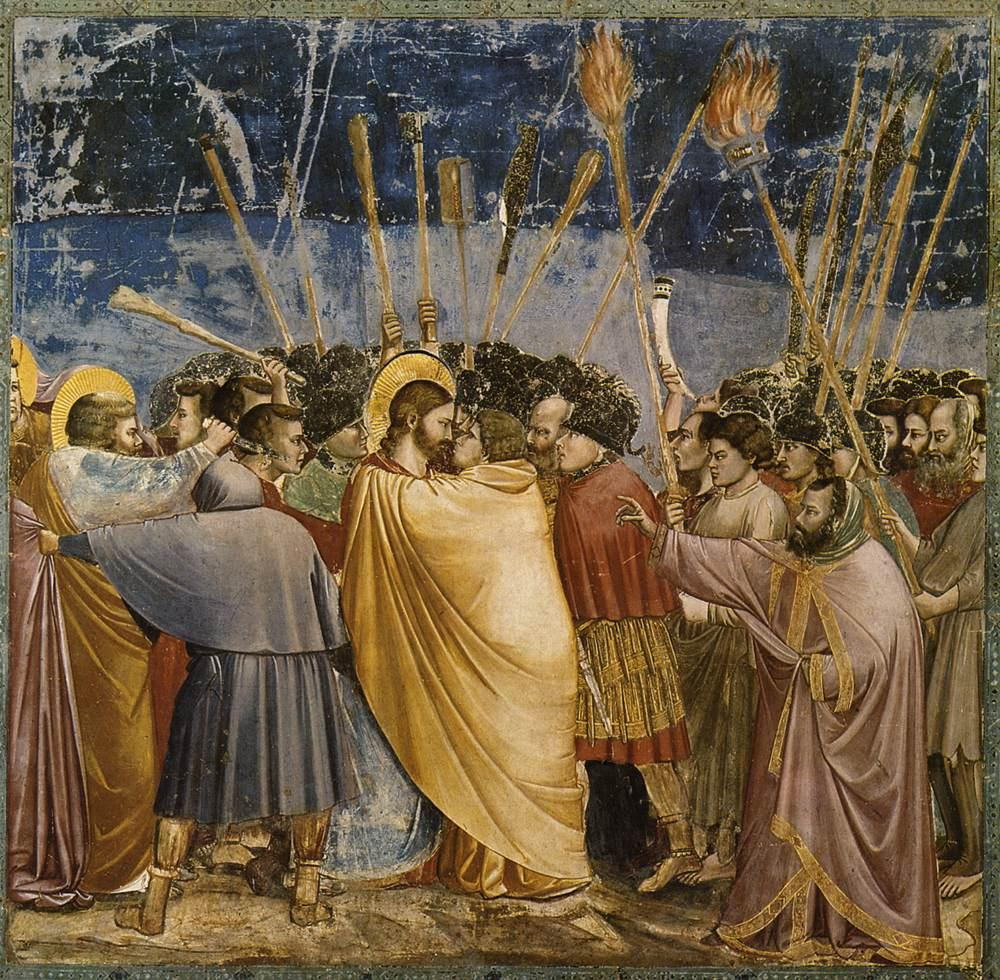
Le lapis-lazuli était un pigment précieux. Giotto a posé cette couleur dans ses fresques (ici le ciel bleu vif dans Le Baiser de Judas), chassant l'or des icônes. Diverses plages de ce pigment subissent des altérations chromatiques.

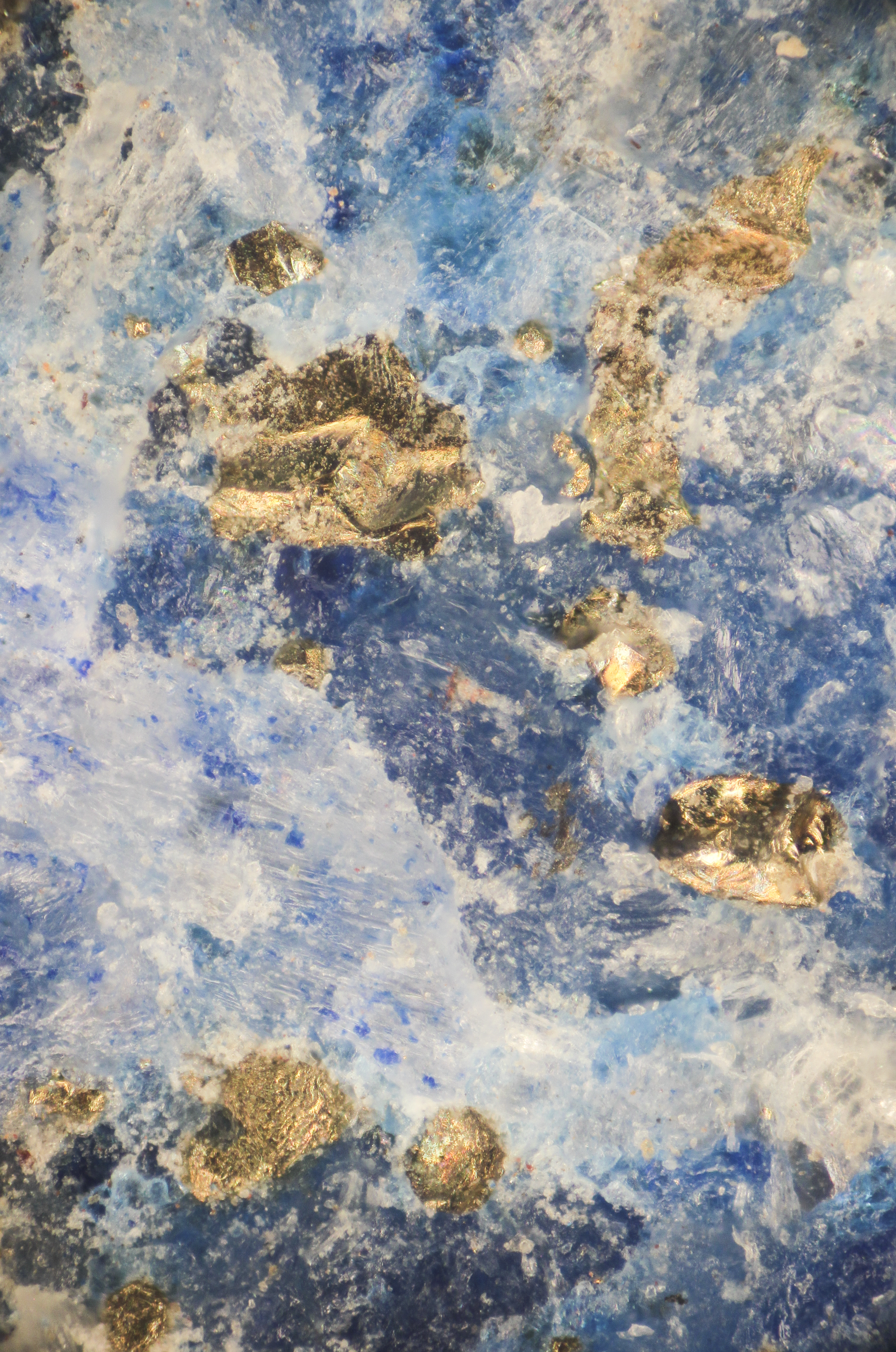
Lapis-lazuli au microscope agrandissement x240

Le lapis-lazuli est une roche métamorphique, contenant des silicates du groupe des feldspathoïdes.
Son utilisation est très ancienne, remontant à 7 000 ans.
Il est surtout connu comme pierre ornementale, opaque, de couleur bleue, entre l’azur et l’outremer, et connait des utilisations essentiellement en bijouterie, décoration et peinture.
Du lapis-lazuli, on extrayait en particulier le pigment outremer (qui une fois purifié se vendait autrefois au prix de l'or avant que le chimiste et pharmacien Vauquelin ne découvrît en 1814 la formule d'un pigment identique synthétisé par hasard dans les fours à soude du procédé Leblanc installés à Saint-Gobain, pigment que Vauquelin a analysé en concluant qu'il était identique au lapis-lazuli analysé en 1808 par Clément et Desormes).
Le nom dérive du latin lapis, qui signifie pierre, et de lazuli qui signifie azur et qui vient lui-même du persan, لاجورد lâdjaward, lui-même du sanskrit raja varta, qui veut dire portion de roi (raja : roi, varta : portion).

## Histoire
L'utilisation du lapis-lazuli est attestée sur le site de Tepe Gawra, en Mésopotamie à la fin de la période d'Obeïd (6500-3750 av. J.-C.). Elle s'étendit progressivement et s'intensifia au début du IIIe millénaire avant notre ère. Le "lapis-lazuli" est d'ailleurs cité à plusieurs reprises dans l'Épopée de Gilgamesh, récit légendaire de Mésopotamie.
À l'époque des dynasties archaïques sumériennes (2900-2340 av. J.-C.), on constate un fort usage du lapis-lazuli auquel on attribuait des vertus apotropaïques.

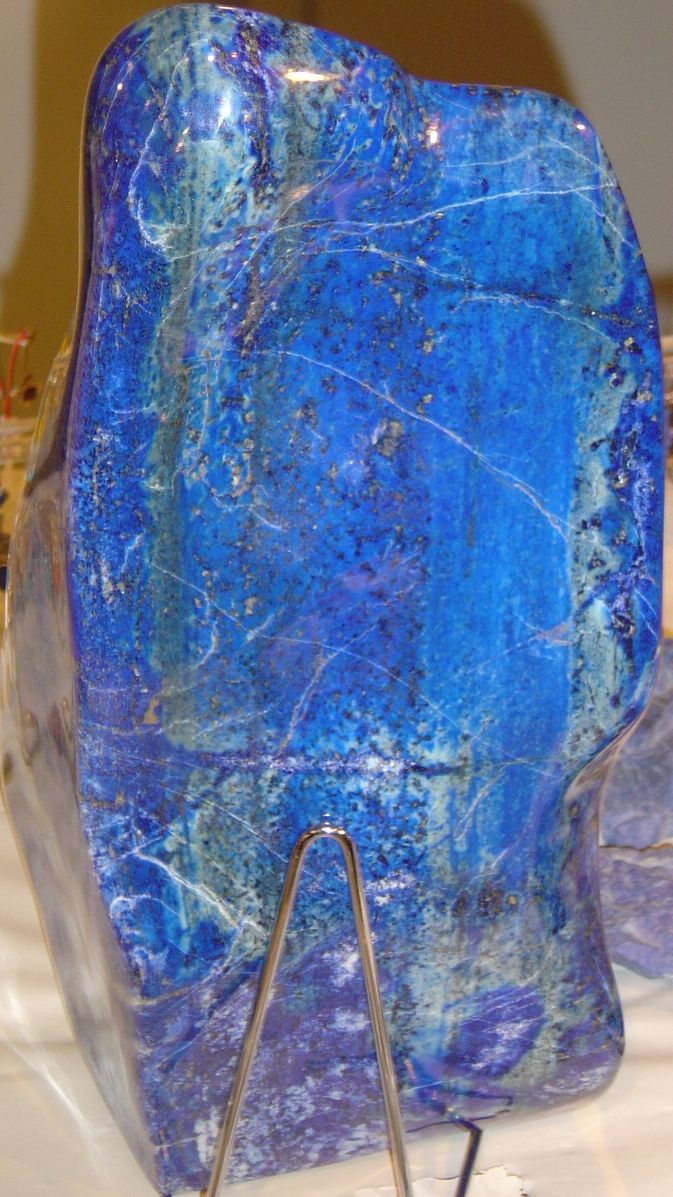
Un morceau de lapis poli

23 kg de lapis brut ont ainsi été retrouvés dans le palais syrien d'Ebla, ainsi que des centaines d'objets (bijoux, amulettes, incrustations, sceaux-cylindres...) dans les tombes du cimetière royal, d'Ur de même qu'à Mari ou à Kish (Iran) puis dans l'ensemble du Proche-Orient. L'Égypte en a également fait un très grand usage.

Objets d'art sumériens d'Ur, au British Museum, à Londres
Étendard d'Ur, vers 2600 av. J.-C.
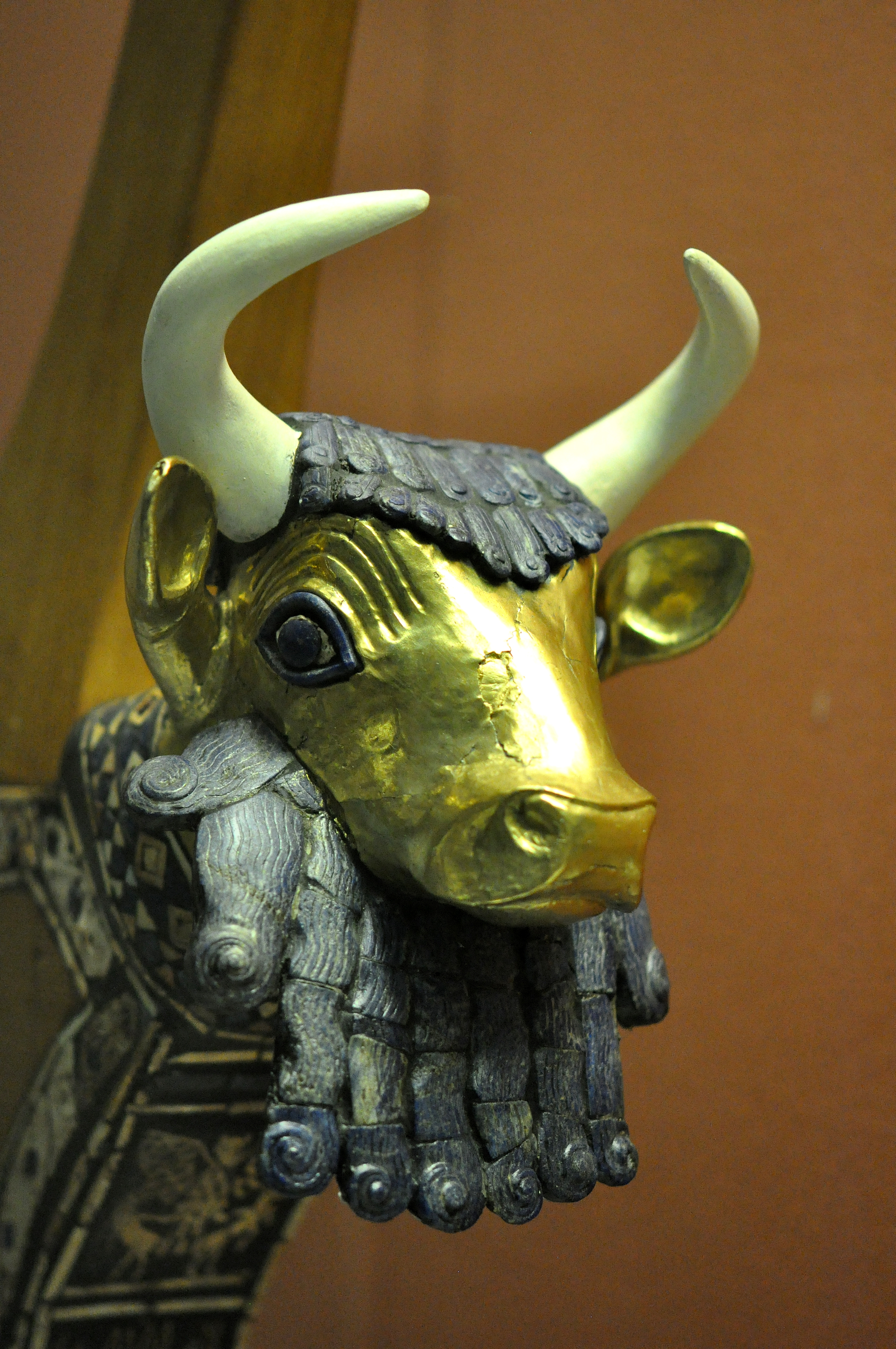
Lyre à tête de taureau, or et lapis-lazuli. environ 2500 av. J.-C.

Les mines principales du lapis-lazuli utilisées dans l'ensemble du Proche-Orient se situent en Afghanistan septentrional, à Badakshan bien qu'il y eut toutefois d'autres gisements dont on ne sait s'ils étaient alors exploités (au Balouchistan par exemple).
Dans l’Antiquité, on confondait lapis-lazuli et saphir. Ainsi, Pline parle de saphir avec des taches dorées. On trouve des références similaires dans la Bible.
Pendant l’époque romaine, le lapis avait la réputation d’être un aphrodisiaque.
Au Moyen Âge, on lui attribuait d’autres vertus médicinales : bon pour la robustesse des membres, et prévenant l’esprit de la peur, du doute et de l’envie. On le buvait broyé, mélangé à du lait.

Objets d'art
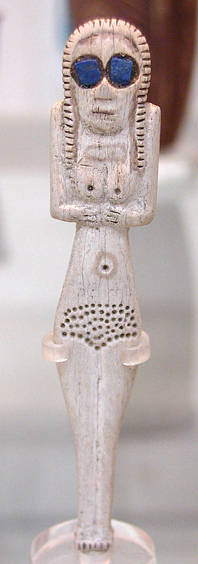
Naqada, Égypte, figure féminine, vers 3700 av. J.-C., avec incrustations de lapis-lazuli de Badakhshan
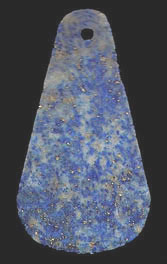
Art mésopotamien en lapis-lazuli, vers 2900 av. J.-C.
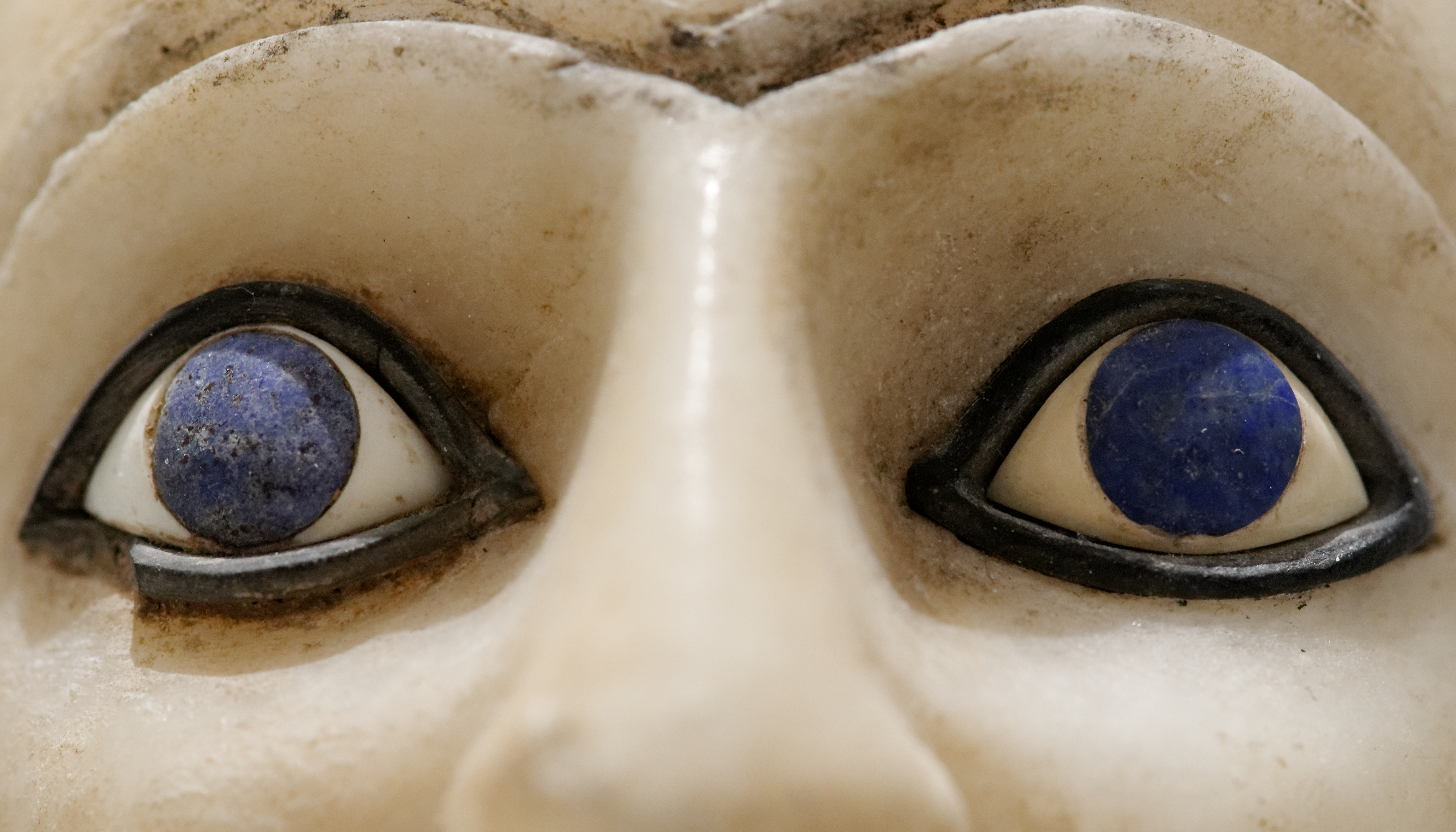
Iris en lapis-lazuli, 2500 ans av. J.-C., Statue d'Ebih-Il, musée du Louvre, Paris
Bol en lapis-lazuli, Bactriane, Fin 3000, début 2000 av. J.-C., musée du Louvre, Paris
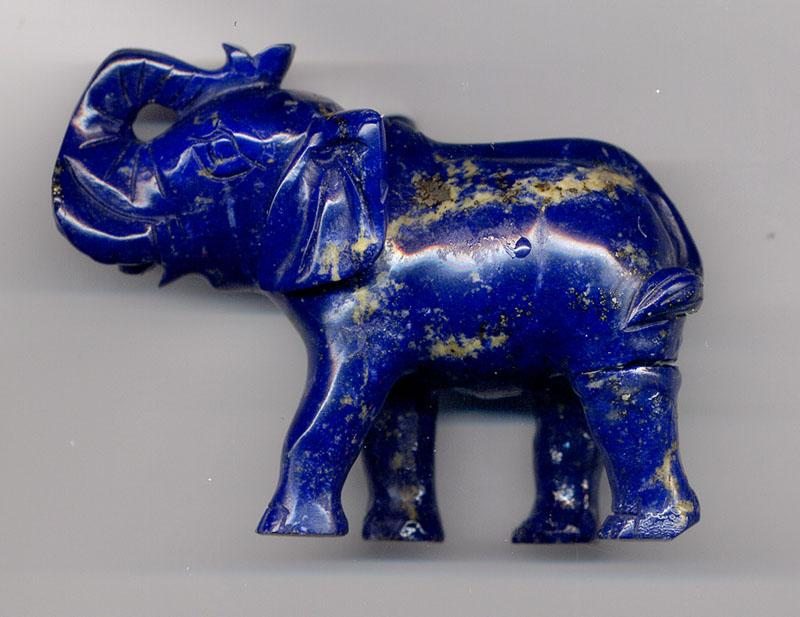
Sculpture d'éléphant en lapis-lazuli, art moghol, (1526-1827)
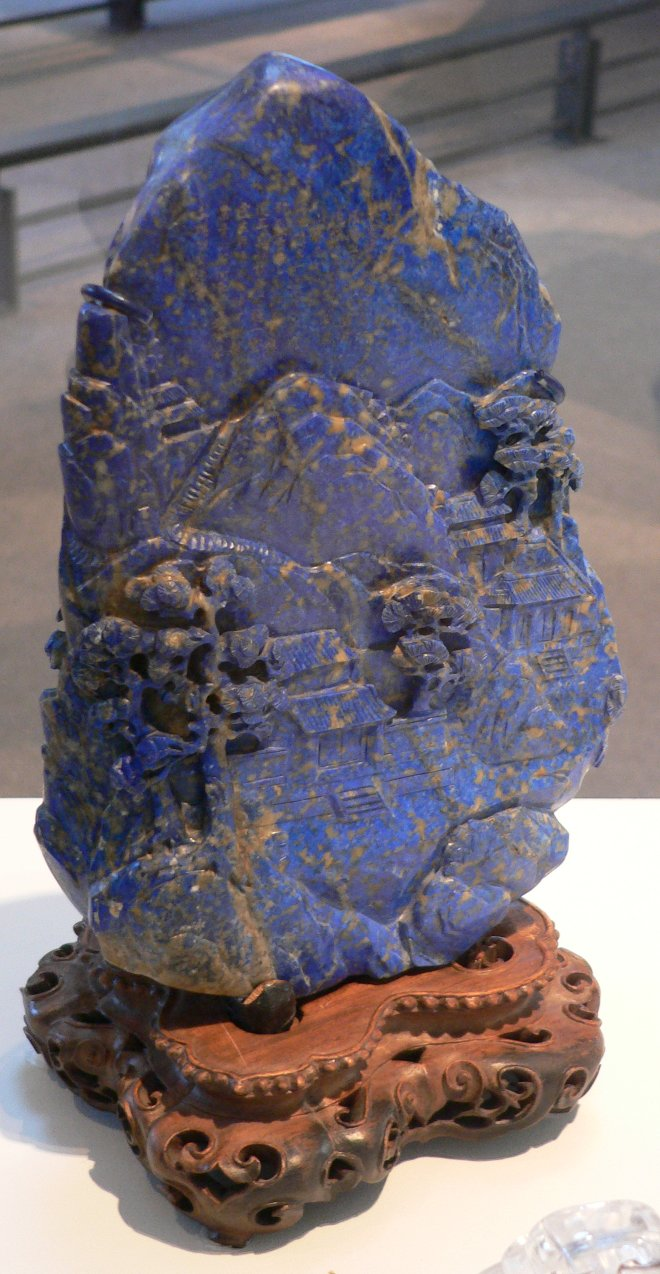
Lapis-lazuli gravé de scènes de montagnes, art chinois Dynastie Qing (1644–1912)

## Gisements

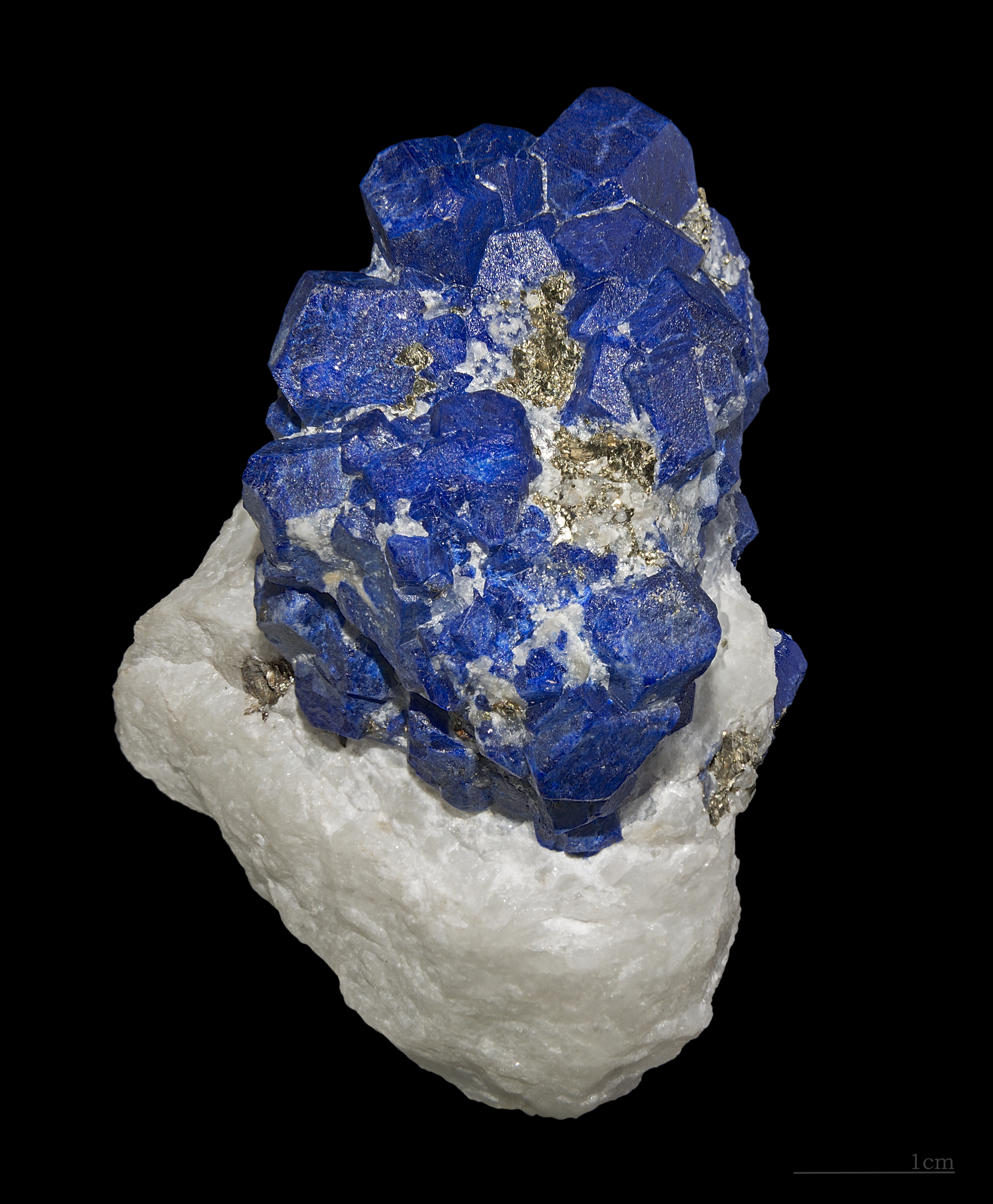
Lazurite cristallisée provenant de Sar-e-Sang (Afghanistan)

Le principal gisement se situe à la mine de Sar-e-Sang (en), (ou Darreh-Zu), dans la vallée de la rivière Kokcha, province de Badakhchan en Afghanistan,.
Ceux du Chili, à Ovalle, fournissent une pierre plus pâle. On en trouve également en Russie, dans la région du lac Baïkal et en Sibérie.
D’autres pays en fournissent en quantité moindre : Angola, Birmanie, Pakistan, États-Unis (Colorado et Californie), Canada.

## Caractéristiques
- Densité : 2,7 à 3
- Dureté Mohs : 5

Le lapis-lazuli se produit généralement dans certains calcaire (marbres cristallins) à la suite d'un phénomène de métamorphisme de contact.
Les lapis considérés comme de valeur ont une couleur bleue intense, parsemée d’éclats jaunes de pyrite. Si ces derniers sont trop nombreux, ou si la pierre contient des veines de calcite blanche, alors elle perd de sa valeur (fréquent pour les échantillons venant de Russie; le plus beau vient d'Orient (Afghanistan, ou Iran), selon les critères de l'Institut Gemmologique d'Amérique (en) (GIA).

### Composition minéralogique
Selon la base de données Mindat, le lapis-lazuli est constitué principalement de lazurite (25 à 40 %), un minéral de formule chimique Na6Ca2(AlSiO4)6(SO4,S,S2,S3,Cl,OH)2. Il contient généralement aussi
- de la calcite CaCO3 (blanche),
- de la sodalite (bleue)
- de la pyrite (jaune)

Certains échantillons contiennent aussi
- du soufre
- de l'augite
- du diopside
- de l'enstatite
- du mica
- de la hauynite
- de la Hornblende à lœllingite (FeAs2) et geyerite (Fe(As,S)2)
- de la noséite : Na8Al6Si6O24(SO4). H2O

## Utilisation

### Bijouterie
Le lapis peut être parfaitement poli et il est largement utilisé en joaillerie.
Il peut être artificiellement amélioré par l’adjonction de colorants, de cires ou de résines. Le spinelle, autre pierre ornementale, a parfois été vendu pour du lapis. On trouve également d’autres imitations, purement synthétiques, dont certaines contiennent des taches de pyrites mais pas de calcite. Certains types de plastiques ou de verres peuvent également passer pour du lapis.

### Décoration

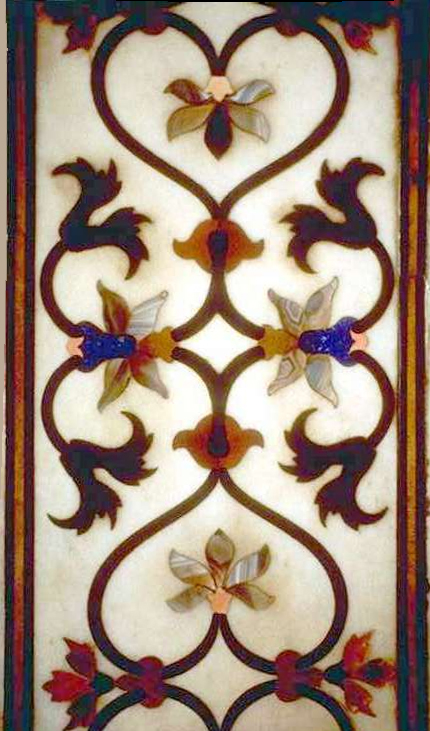
Taj Mahal : détail d'une incrustation de lapis lazuli

On s’en sert également pour fabriquer des mosaïques, des sculptures et comme pierre ornementale, pour colonnes, tables, bijoux, trophées, objets d'art :
 Empire moghol (actuellement  Inde)
- Les Moghols ont utilisé le lapis-lazuli dans leur art et particulièrement dans la décoration du Taj Mahal, à Agra : les pierres provenaient du Sri Lanka ou d'Afghanistan[7].

 Italie
- La passion des Médicis, pour les objets en pierre semi-précieuse (onyx, jaspe, cornaline, améthyste, malachite, agate, marbre, lapis-lazuli) conduisit le grand-duc Ferdinand Ier de Médicis à fonder, à Florence en 1588, la Manufacture d’art spécialisée dans le travail des pierres dures. Dès la fin du XVIe siècle, la mode se répandit des vases et du mobilier en pierre dure et s’affirmèrent le goût et la technique de la mosaïque florentine. La manufacture poursuivit son activité pendant plus de trois siècles, et est devenue le Musée de la Manufacture de pierres dures de Florence. Des objets décoratifs en lazurite, issus de l'ancienne manufacture (vases, coupes, cruches), sont aussi exposés au Musée de l'Argenterie (Museo degli argenti (it)), au Palais Pitti, à Florence.

Musée de l'Argenterie, au Palais Pitti, à Florence
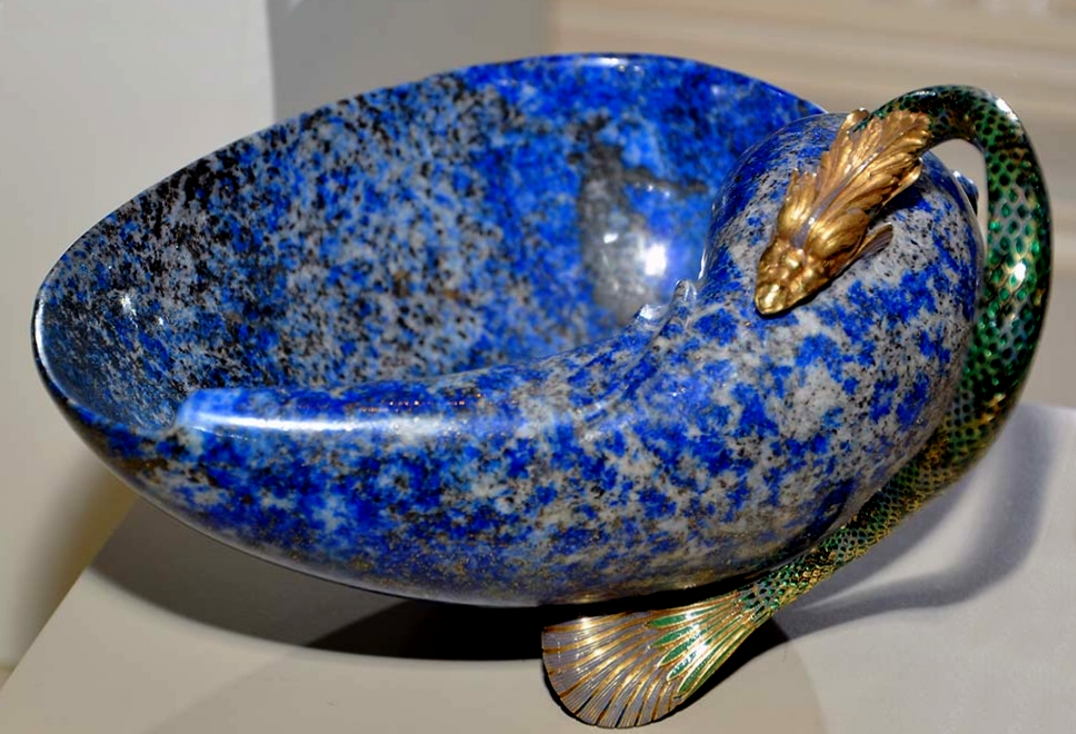
Bol en lazurite, or, émail (1576)
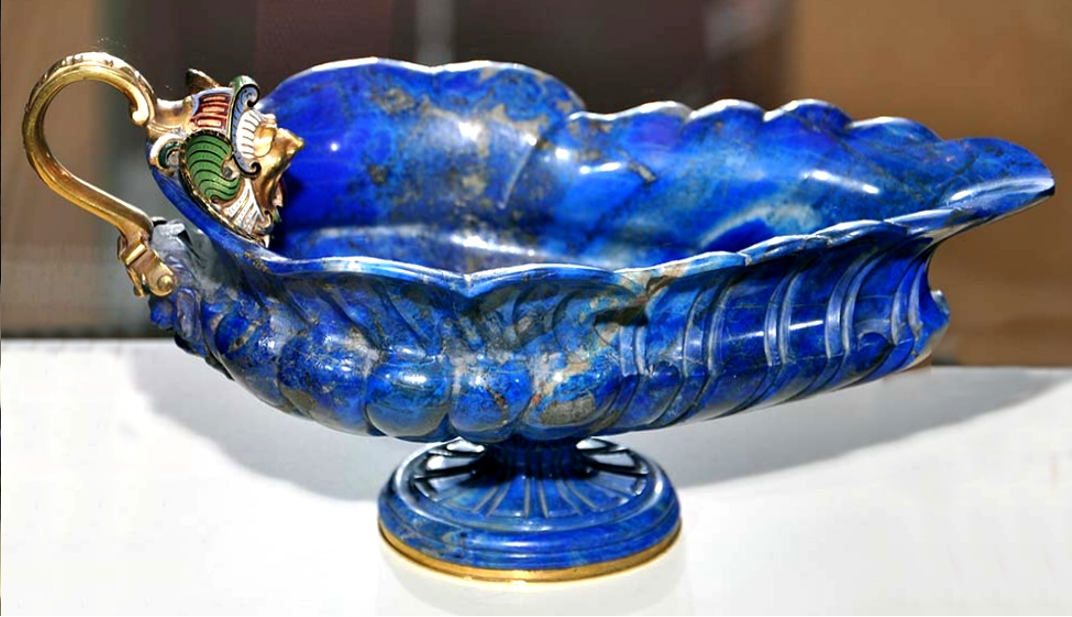
Coupe en lazurite, or, bronze, émail (1579)
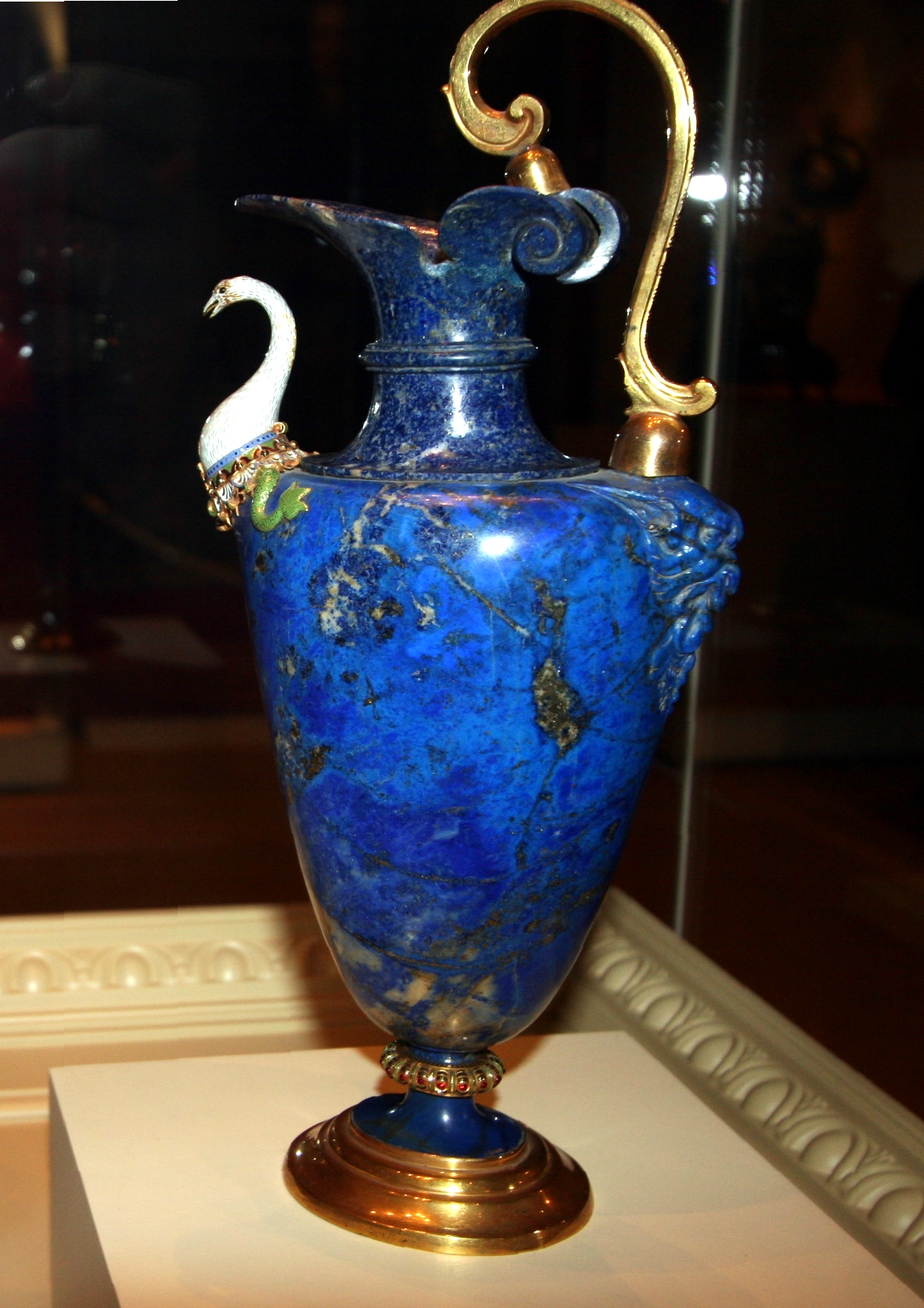
Cruche pour ablutions, en lazurite, or, bronze, émail, Hans Domes, (1577-1578)

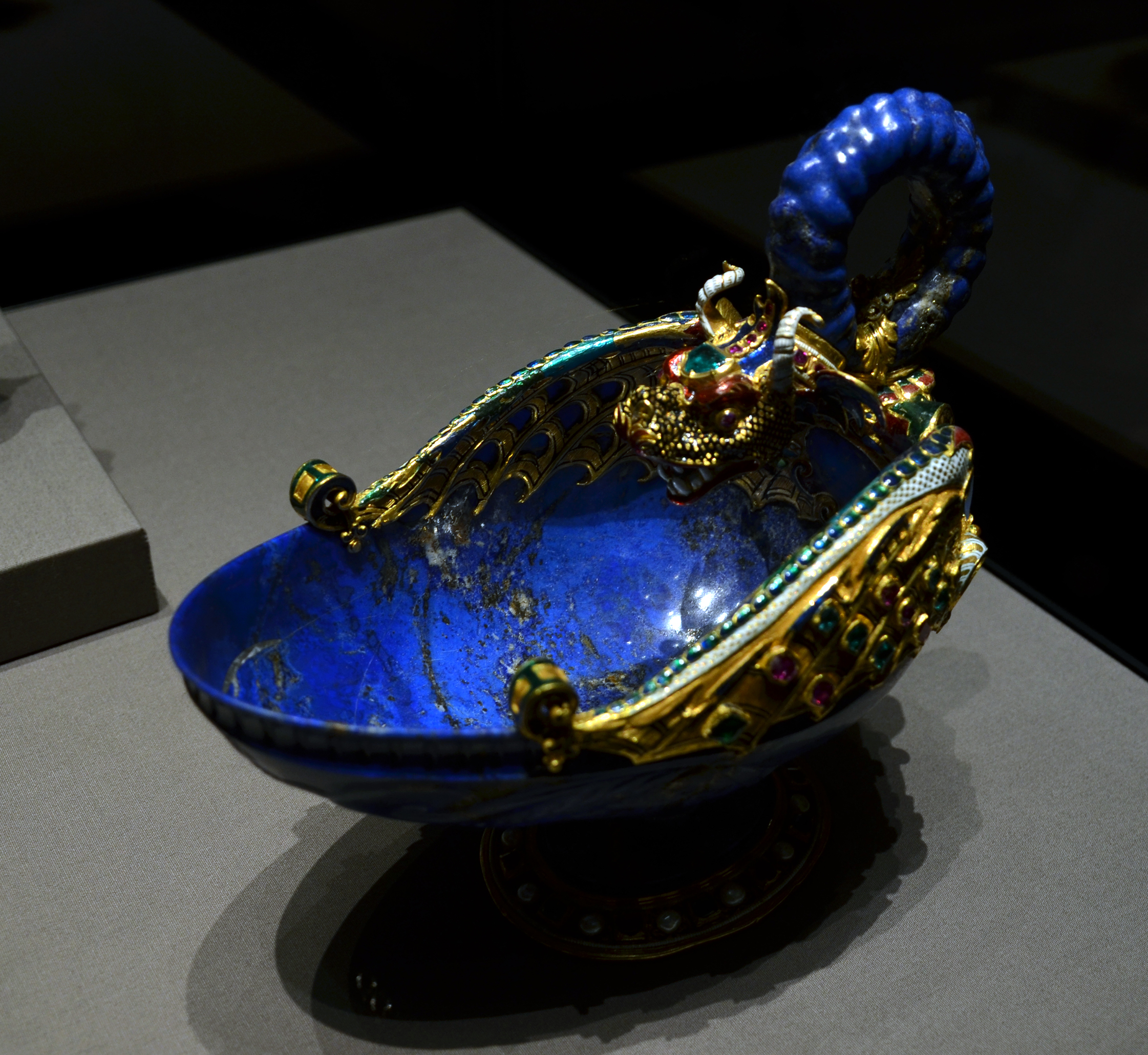
Bol dragon, lapis-lazuli, vers 1570, Gasparo Miseroni, Musée d'histoire de l'art de Vienne, Autriche

- Du mobilier, décoré ou marqueté avec du lapis-lazuli, est exposé au Palazzo Vecchio, à Florence.

Palazzo Vecchio, Florence
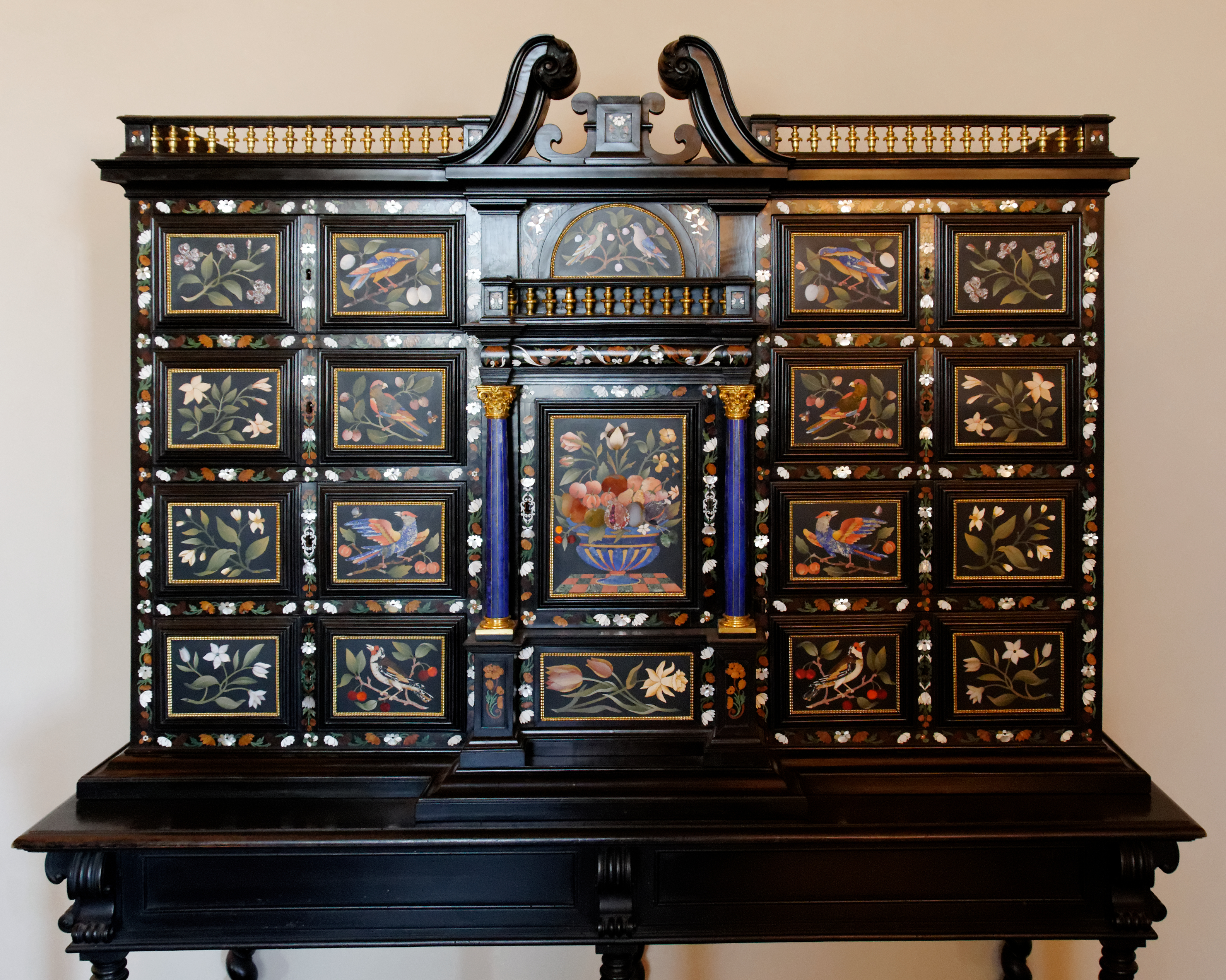
Cabinet secrétaire dans la salle d'Hercule (Sala di Ercole)
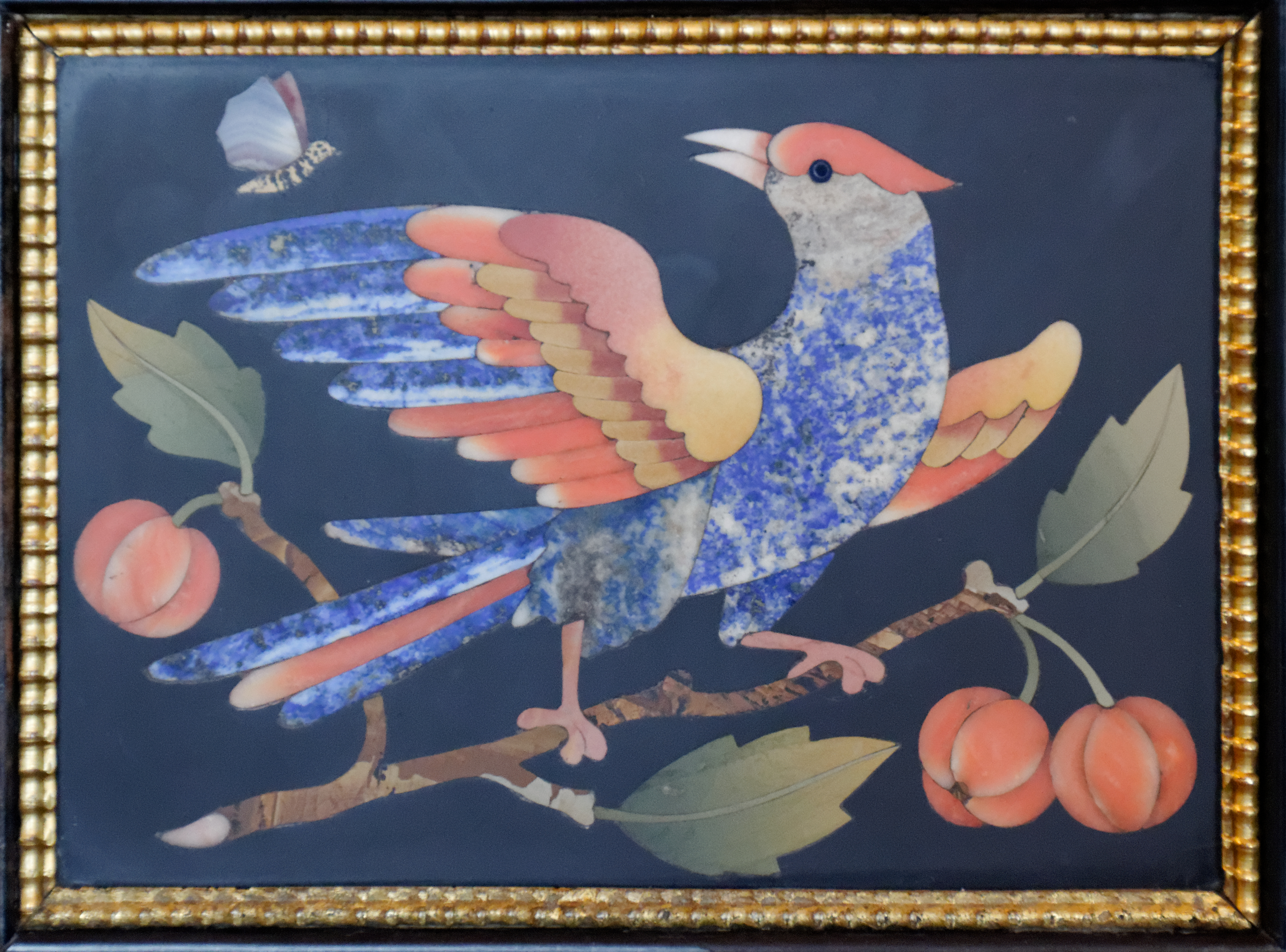
Cabinet à décor d'oiseau, fleurs et fruits, (entre 1560 et 1580), d'après un dessin de Léonard van der Winne
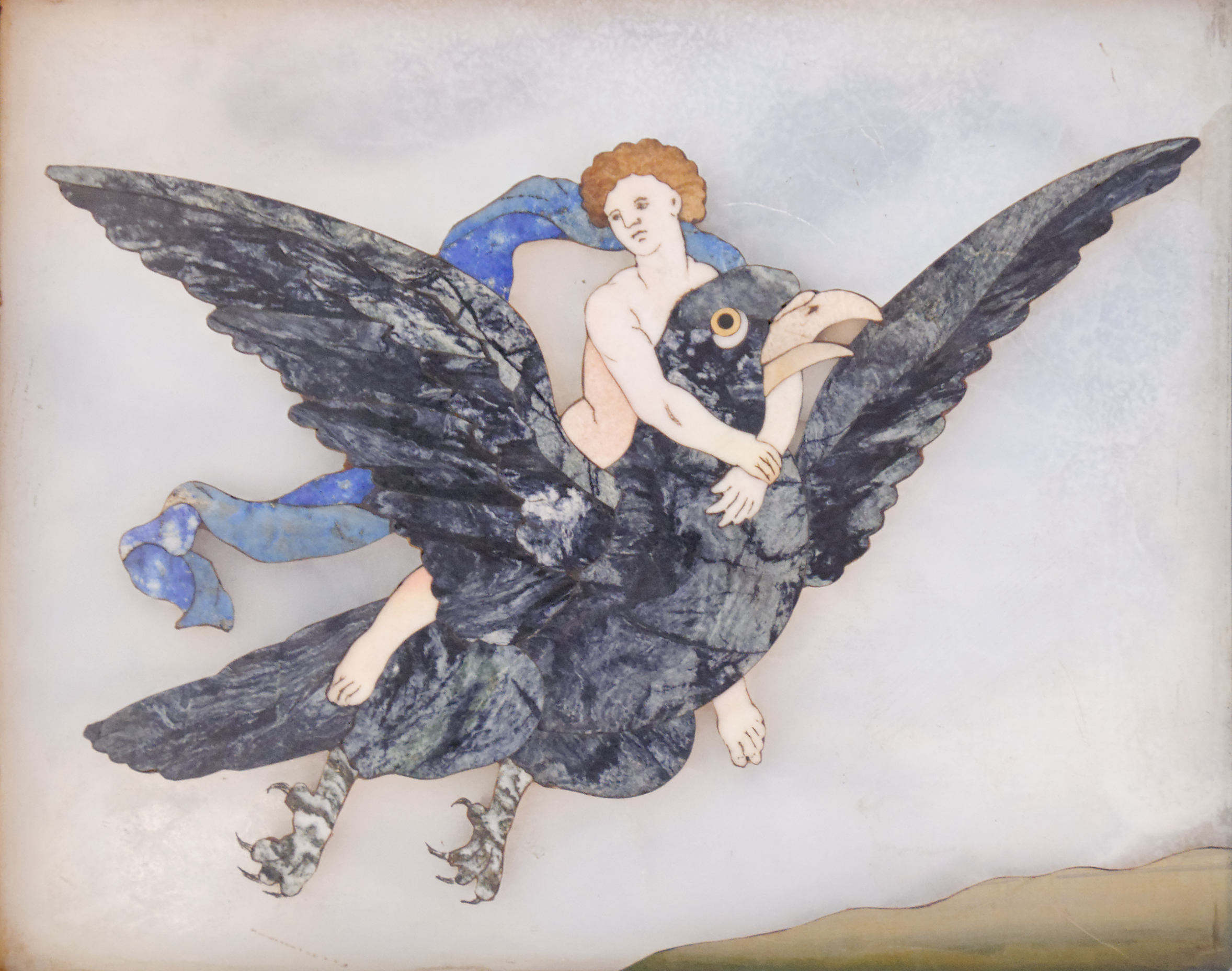
Cabinet dans la Salle des gardes, (entre 1650 et 1700), Le rapt de Ganymède, d'après un dessin de Léonard van der Winne

 Autriche
- Un Bol  dragon  en lapis-lazuli, or, émail, perles et pierres précieuses, issu de l'atelier du maître lapidaire milanais, Gasparo Miseroni, (1518-1573)[8], est exposé au Musée d'histoire de l'art de Vienne, Autriche. Cette œuvre d'art fait appel aux compétences, à la fois d'un orfèvre et d'un maître lapidaire, et a appartenu à la collection d'œuvres d'art de l’empereur germanique Rodolphe II[9].

 Royaume-Uni
- Le musée Ashmolean Museum, de l'Université d'Oxford, possède en particulier, dans ses collections, deux coupes en lapis-lazuli, d'époque Renaissance, léguées au musée en 2012, par le bijoutier londonien Michael Wellby[10] :
  - Un bol en lapis-lazuli, monté sur or (vers 1608), en provenance des ateliers de Prague, du lapidaire Ottavio Miseroni, (1567-1624)[11]. La monture or a été réalisée par l'orfèvre néerlandais Paulus van Vianen (en), (1570-1614).
  - Une coupe en lapis-lazuli, en provenance de l'atelier milanais de Gasparo Miseroni, (vers 1560), monture sur argent et émail, effectuée à Paris vers 1640[12].

 France
- La collection de gemmes, (vases en pierres dures), rassemblée par le roi Louis XIV était l'une des plus importantes du genre en Europe[13] : un superbe spécimen de nef en lapis-lazuli, ayant appartenu à la reine Marie-Antoinette, est exposé au musée du Louvre, à Paris. Cette œuvre d'art italienne datant du XVIe siècle, est entrée dans la collection du roi Louis XIV, avant 1673[14],[15].
- Dès l'apparition de la marqueterie de pierres dures, à Florence, les artisans ébénistes vont s'en inspirer pour décorer du mobilier, avec des compositions colorées. Cette mode sera introduite en France par Mazarin. Louis XIV décidera la création en 1668, dans la Manufacture des Gobelins, d'un atelier de pierres dures, et recrutera alors, des marqueteurs italiens pour initier et former des marqueteurs français. Le roi s'en désintéressera pourtant, vers 1680, et l'atelier fermera définitivement en 1684, par mesure d’économie[16]. Le mobilier marqueté de pierres dures, étant considéré comme démodé, l'intendant du Garde-Meuble de la Couronne, Gaspard de Fontanieu, sera l'initiateur de plusieurs ventes, qui vont éparpiller les collections royales, dont plusieurs cabinets réalisés par les ébénistes royaux Domenico Cucci[17], ou Pierre Gole. Le reste du mobilier sera stocké en 1714, dans le Palais des Tuileries. Plusieurs ventes auront lieu, du 18 avril 1741 au 17 mai 1741. En 1746, l'inventaire réalisé constatera la présence de 80 cabinets ou armoires en mauvais état. Au cours du XVIIIe siècle, le mobilier restant sera démonté et les pierres réutilisées, ou certaines récupérées, en 1748, pour leur intérêt minéralogique, par Buffon, pour le cabinet d’histoire naturelle du Jardin des Plantes de Paris. D'autres ventes de mobilier, ordonnées par le roi Louis XV, auront lieu le 25 avril 1748, le 3 février 1751, et en 1752. Il reste cependant quelques spécimens de mobilier, ou partie du mobilier, comme ce plateau de table marqueté avec du lapis-lazuli au musée du Louvre[18].
- L'ancien hôtel de la Païva, au 25, avenue des Champs-Élysées, à Paris, construit entre 1856 et 1865, à la demande d'Esther Lachmann, (La Païva), et qui a été financé par le riche industriel et comte allemand, Guido Henckel von Donnersmarck, possède aussi des lambris incrustés de lapis-lazuli. Les incrustations ont été restaurées en 2014, par le sculpteur-lapidaire Hervé Obligi[19].

 Russie
- Les maîtres lapidaires des trois manufactures lapidaires impériales de Peterhof, Ekaterinbourg, ou de la Manufacture lapidaire impériale de Kolyvan (ru), en Sibérie[c], avaient l'habitude de travailler sur des objets d'art volumineux, en utilisant la technique de la mosaïque russe (ou école russe de la mosaïque florentine)[20], par placage de fines lamelles de pierres semi-précieuses telles que le jaspe, la malachite, la rhodonite ou le lapis-lazuli, habilement assemblées sur des œuvres d'art en bronze. De nombreux vases et objets d'art volumineux, sont exposés au Musée de l'Ermitage, dans le Palais d'Hiver, ou au Palais de Peterhof, à Saint-Pétersbourg, Russie.

Réalisations des manufactures lapidaires impériales russes
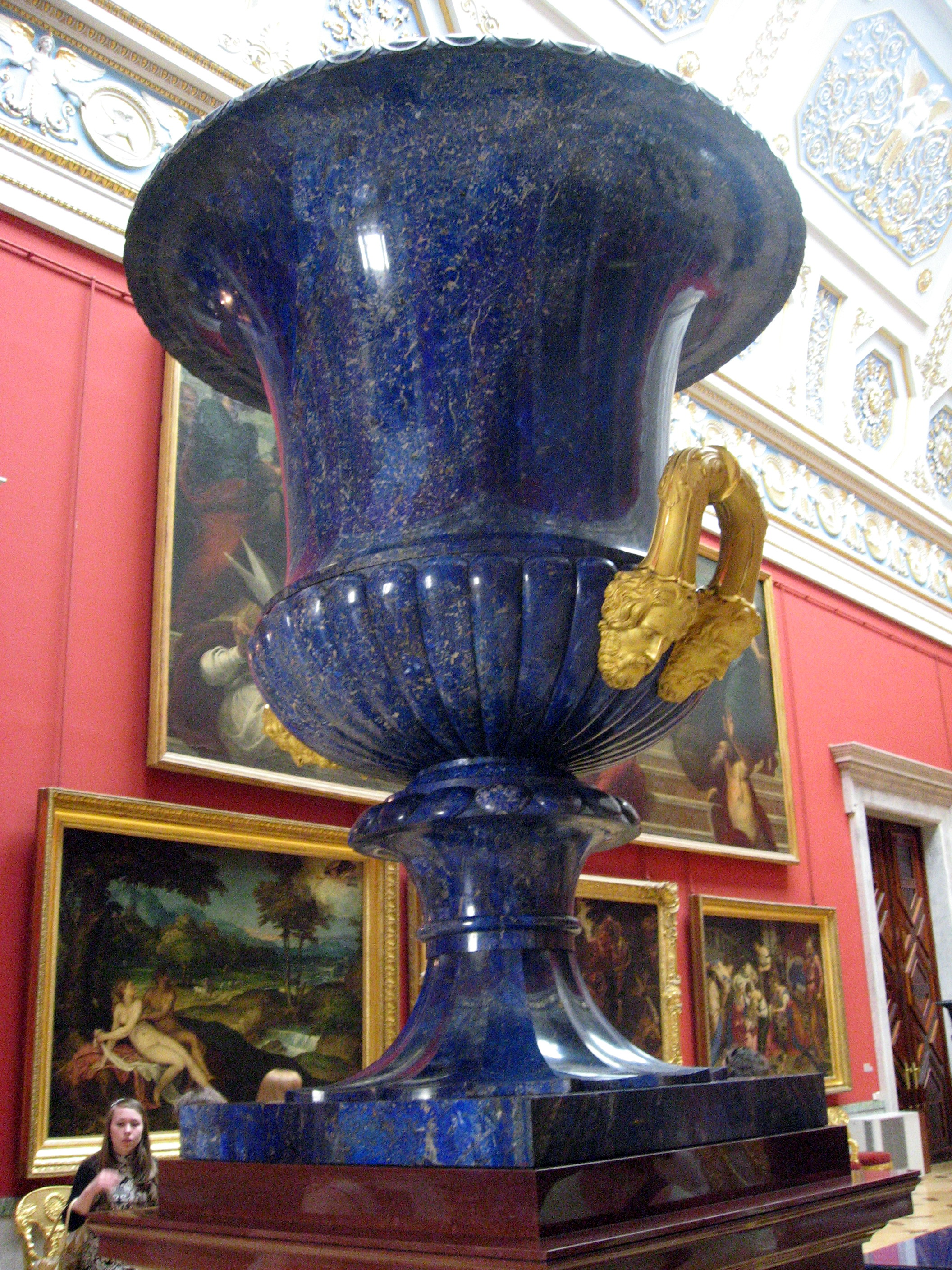
Vase en lapis-lazuli, de 2 mètres de haut, (XIXe s), musée de l'Ermitage, Saint-Pétersbourg
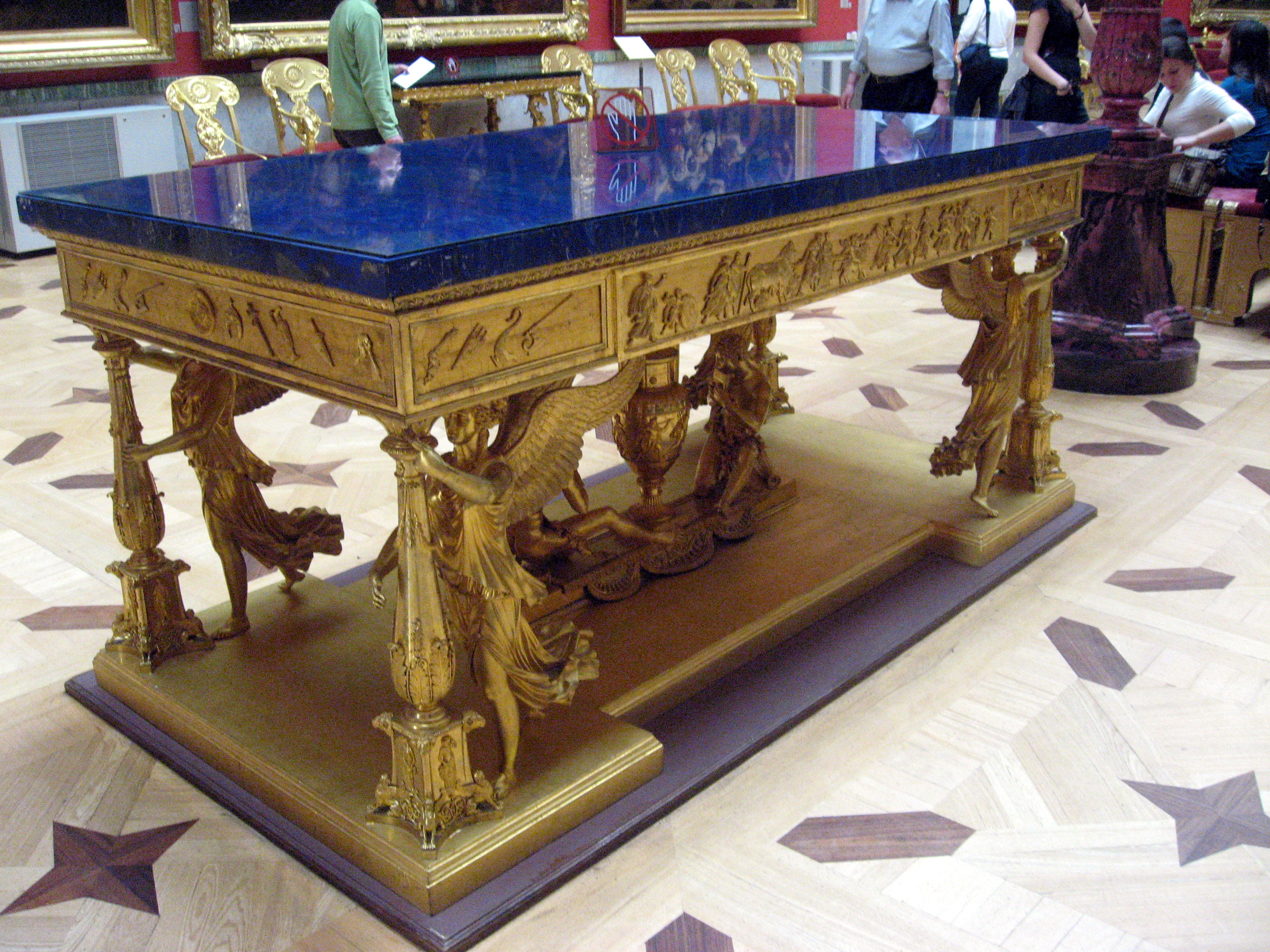
Table en bronze, avec plateau en lapis-lazuli, musée de l'Ermitage, Saint-Pétersbourg
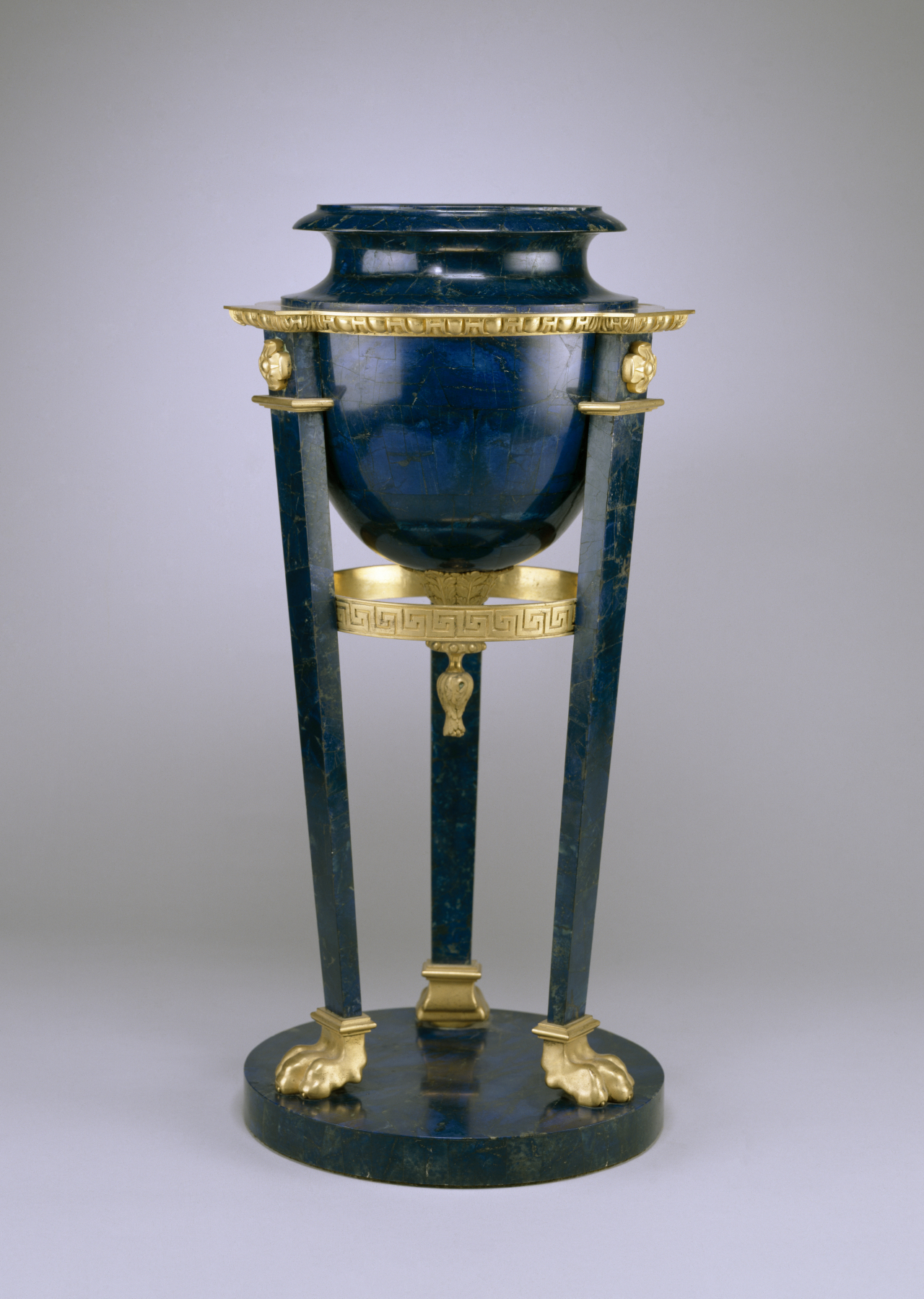
Bol en lapis-lazuli, sur un pied tripode Walters Art Museum, Baltimore, États-Unis
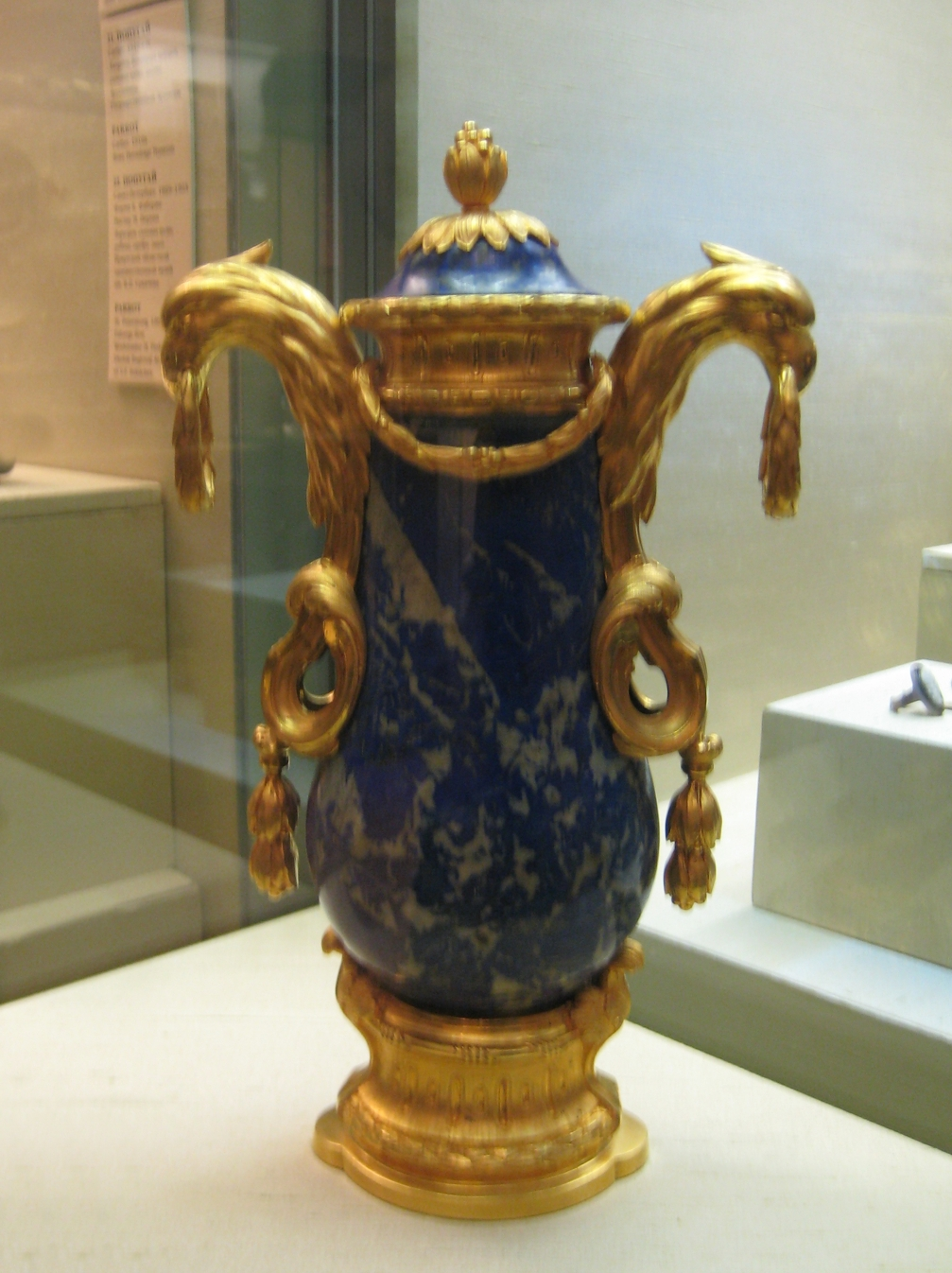
Vase en lazurite, de l'impératrice Catherine II de Russie, (1785-1786), palais de Peterhof, Saint-Pétersbourg, (taillerie de Peterhof)
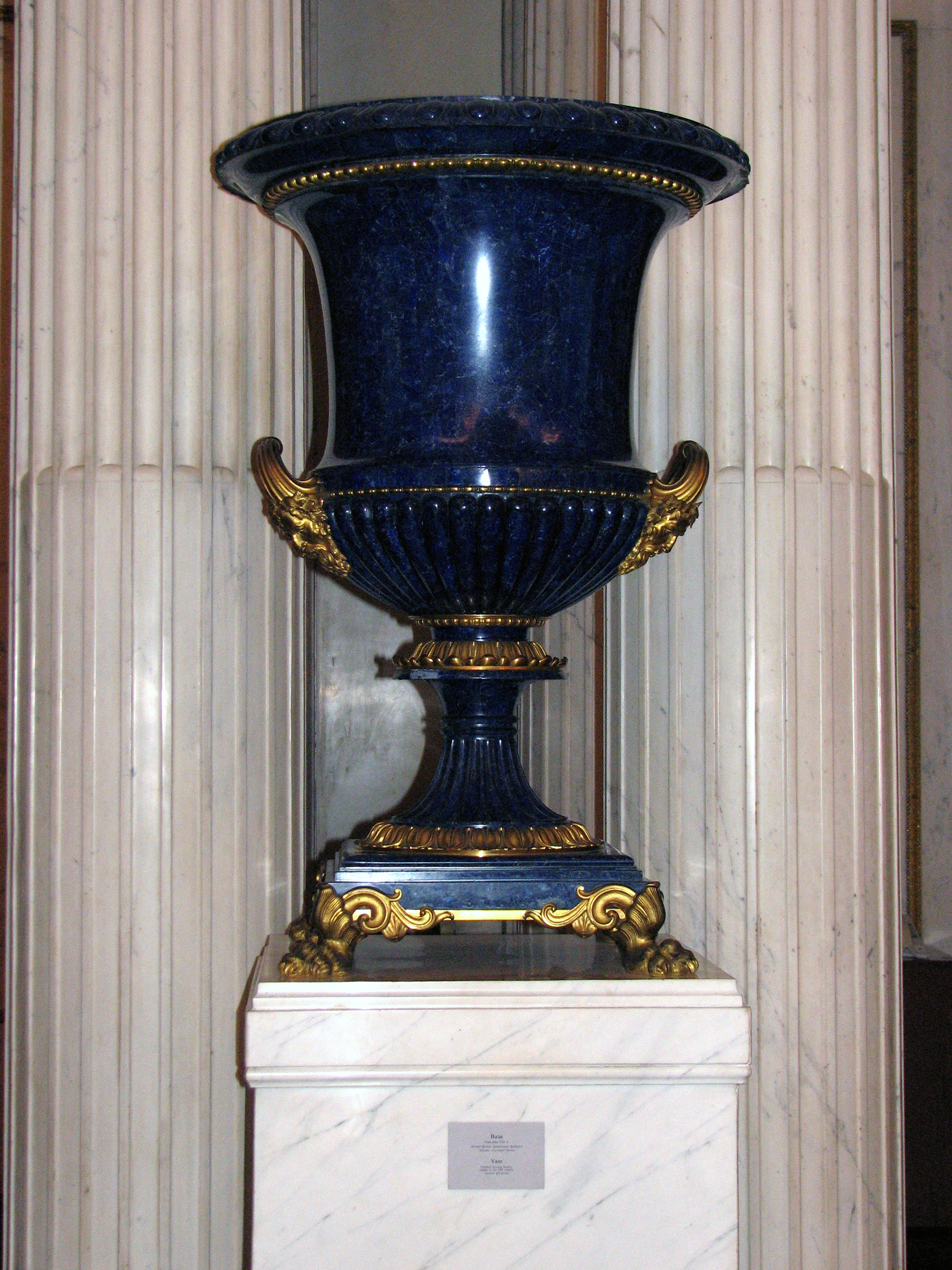
Vase en lapis-lazuli, (milieu du XIXe s), St George Hall, palais d'Hiver, Saint-Pétersbourg (taillerie de Peterhof)

- 500 kilos de lazulite et de lapis-lazuli, ont été nécessaires, à l'époque, (extraits de la mine afghane de Sar-e-Sang), pour la décoration des colonnes de la cathédrale Saint-Isaac à Saint-Pétersbourg, (associées à d'autres colonnes, décorées avec de la malachite).

Cathédrale Saint-Isaac, Saint-Pétersbourg, Russie
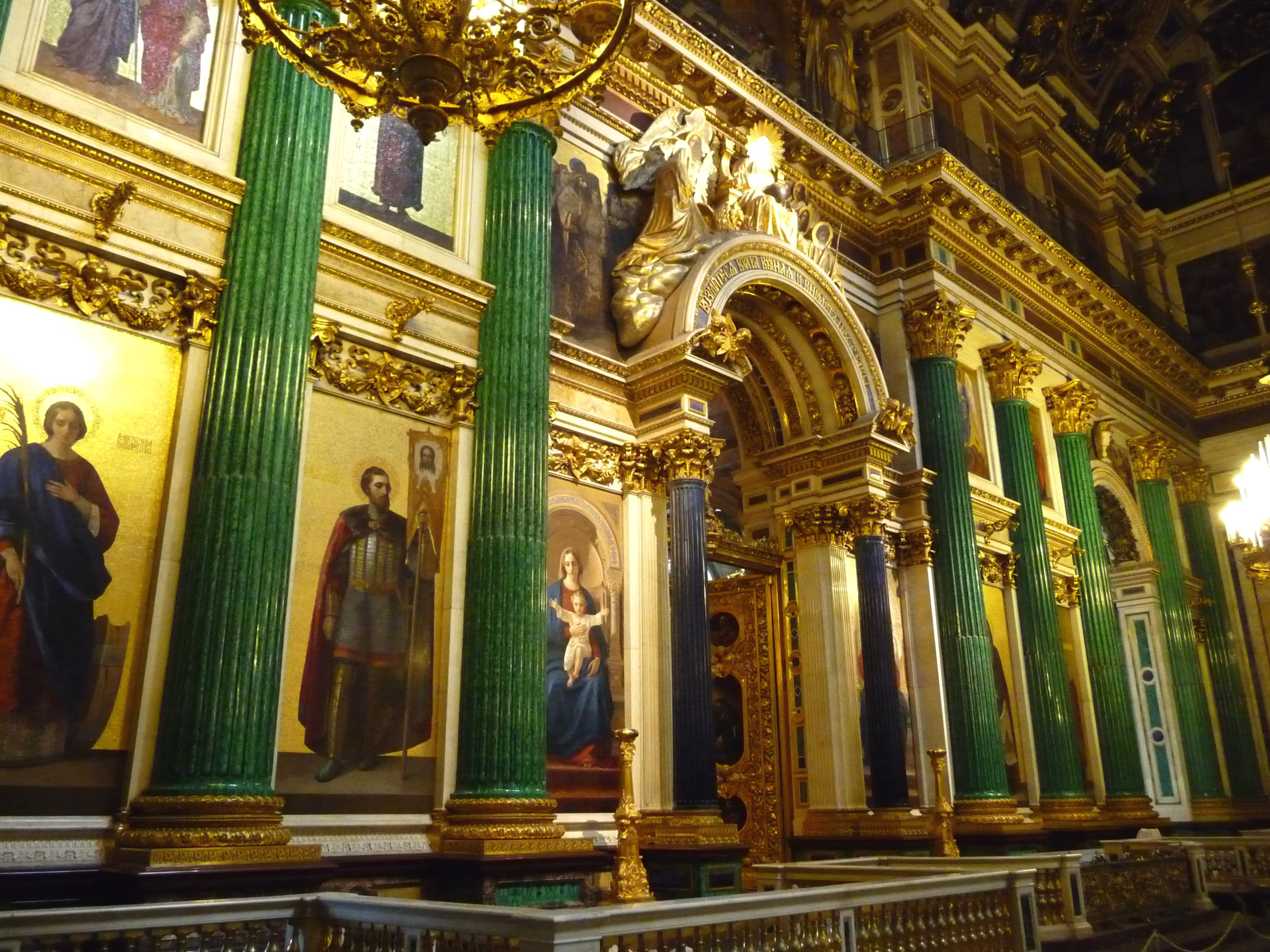
Les colonnes de malachite et de lapis-lazuli
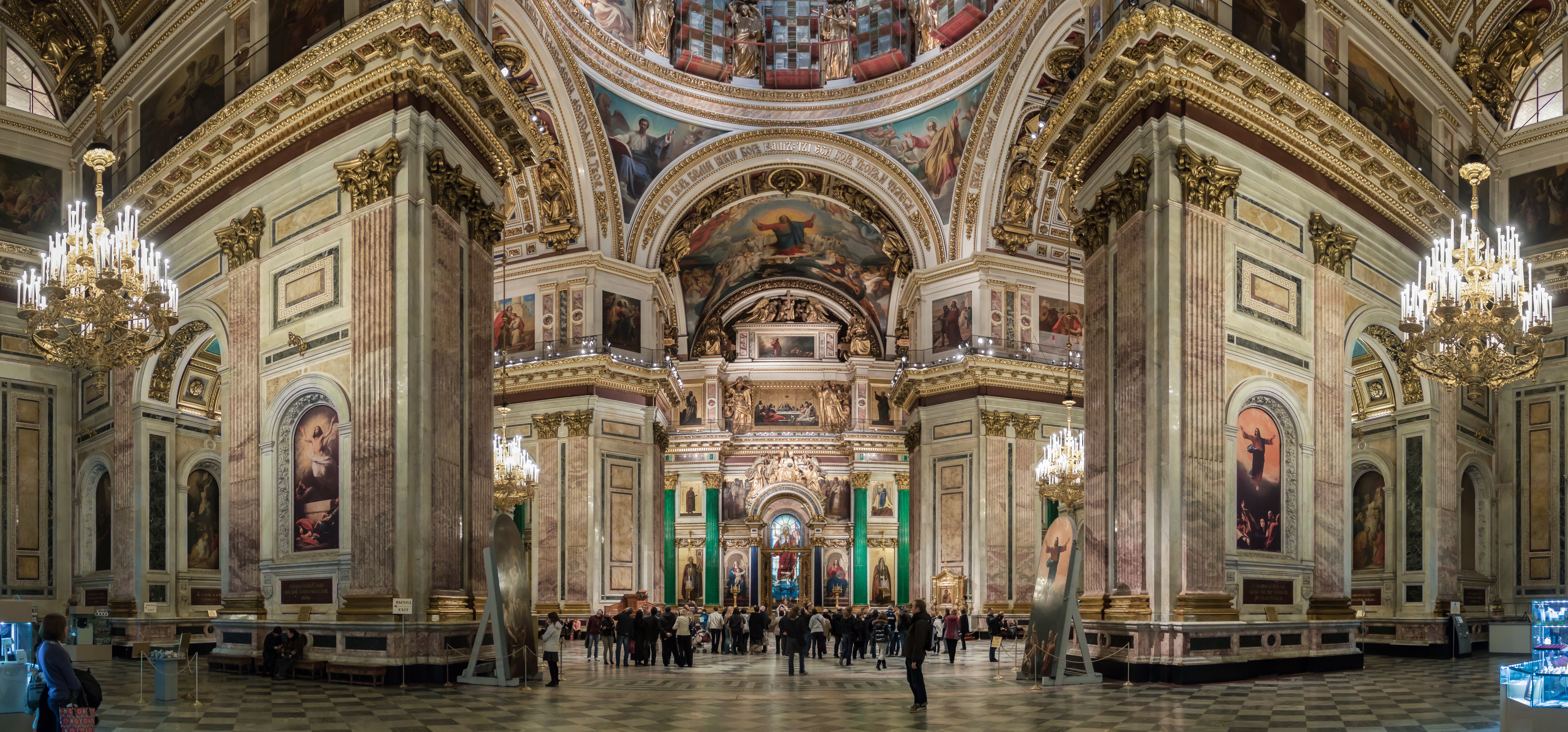
Panoramique intérieur

- Le joaillier Pierre-Karl Fabergé l'a utilisé pour divers objets décoratifs pour la cour de Russie, comme, pour l'enveloppe extérieure d'un de ses œufs décoratifs, dit Œuf du tsarévitch, réalisé en 1912, pour la tsarine Alexandra Fedorovna, en l'honneur de son fils Alexis de Russie, et appartient depuis 1947, au musée des beaux-arts de Virginie, Richmond, Virginie, États-Unis.

Réalisations de Pierre-Karl Fabergé
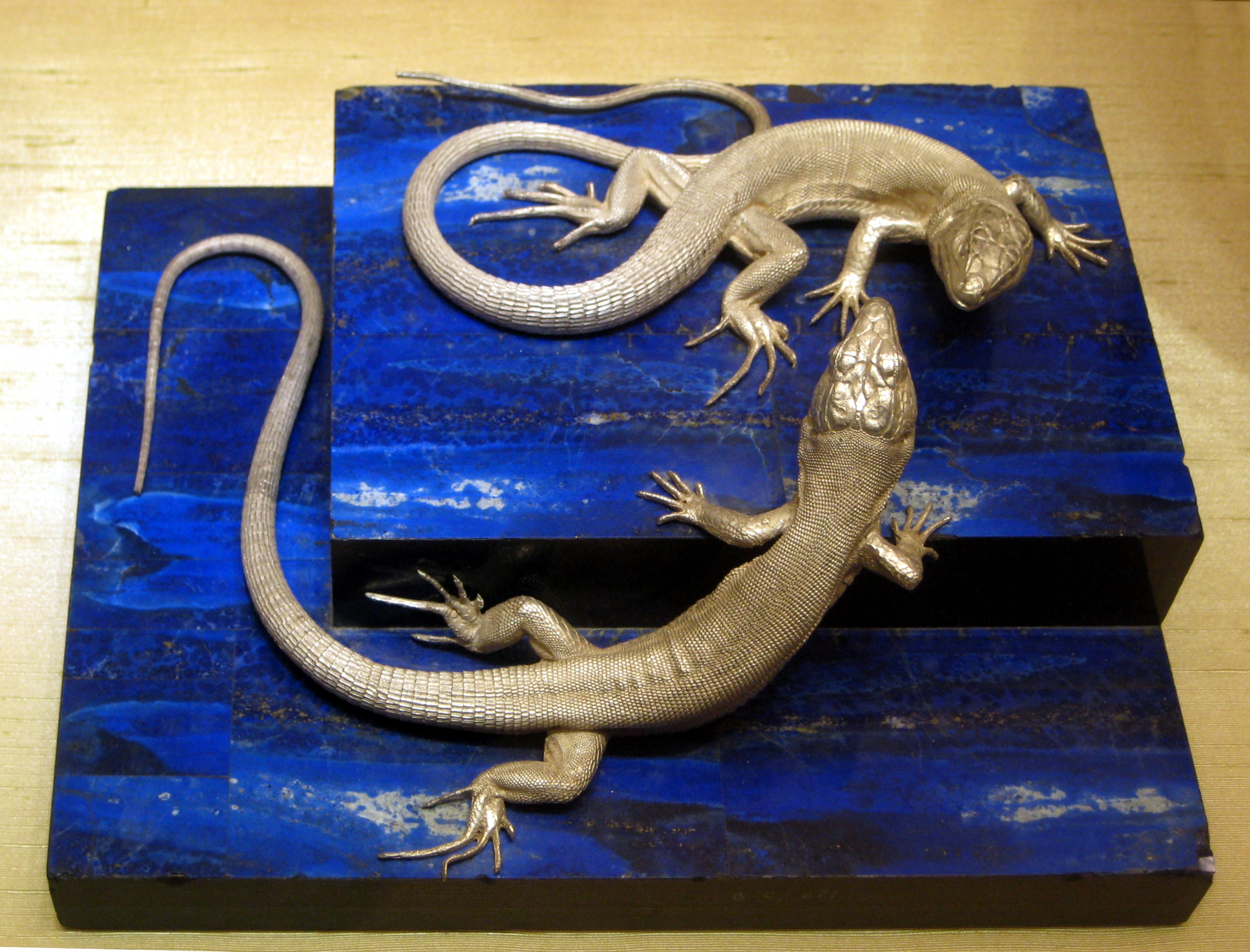
Presse-papier en lazurite et argent, (1885), pour l'impératrice de Russie Marie Fedorovna, Palais de Peterhof, Saint-Pétersbourg, Russie
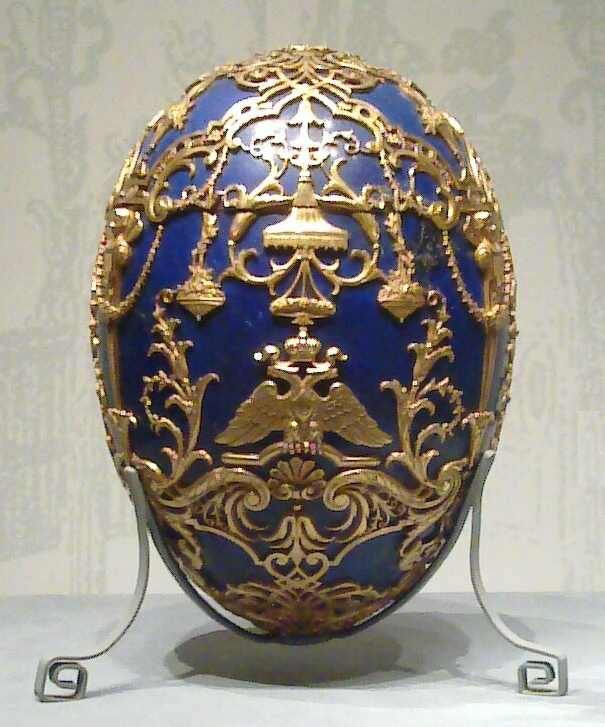
Œuf du tsarévitch, (1912), Virginia Museum of Fine Arts, Richmond, Virginie, États-Unis

### Peinture

#### L'outremer véritable
Broyé en fine poudre, il a longtemps servi de pigment bleu pour la peinture, à fresque tout d'abord (temples troglodytes de Bâmiyân en Afghanistan, fresques des grottes de Kizil au Turkestan chinois et en Inde). Le lapis en poudre était aussi utilisé dans les miniatures persanes aux XIIIe et XIVe siècles.
Le pigment outremer, extrait du lapis-lazuli, fut lui utilisé à partir du XIIe siècle, dans des miniatures (manuscrits de l'abbaye Saint-Germain d'Auxerre et de l'abbaye de Fécamp). Raffiné, il devient très colorant et peut se contenter de qualités inférieures. Il est alors largement utilisé en peinture, à tempera puis en peinture à l’huile. Il est importé de Venise, d'où une utilisation régulière par les peintres italiens, notamment ceux des XIVe et XVe siècles.
En 1303, le peintre Giotto est appelé à Padoue, où il peint les cinquante-trois fresques de la chapelle des Scrovegni ou chapelle Santa Maria dell'Arena, qui sont considérées comme son chef-d'œuvre et l'un des tournants de l'histoire de la peinture européenne. Il avait probablement autour de quarante ans quand il a commencé la décoration de la chapelle, terminée en 1306, où il peint des fresques relatant la vie du Christ, qui sont un des sommets de l'art chrétien.
De même, l'outremer véritable aurait servi à peindre le ciel sur le plafond de la chapelle Sixtine, les fresques des chapelles St Martial et St Jean du palais des Papes en Avignon ainsi que les ornements des palais nasrides de Grenade en Espagne musulmane.
Il était alors très coûteux (plus cher que l'or à certaines époques). Les peintres l'utilisaient donc en couche finale, sur un fond bleu moins onéreux (indigo, azurite).

Peintures
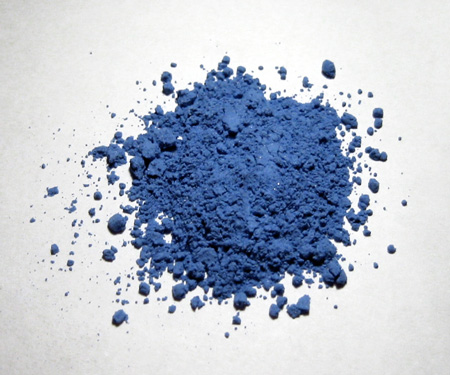
Pigment outremer naturel à base de lapis-lazuli
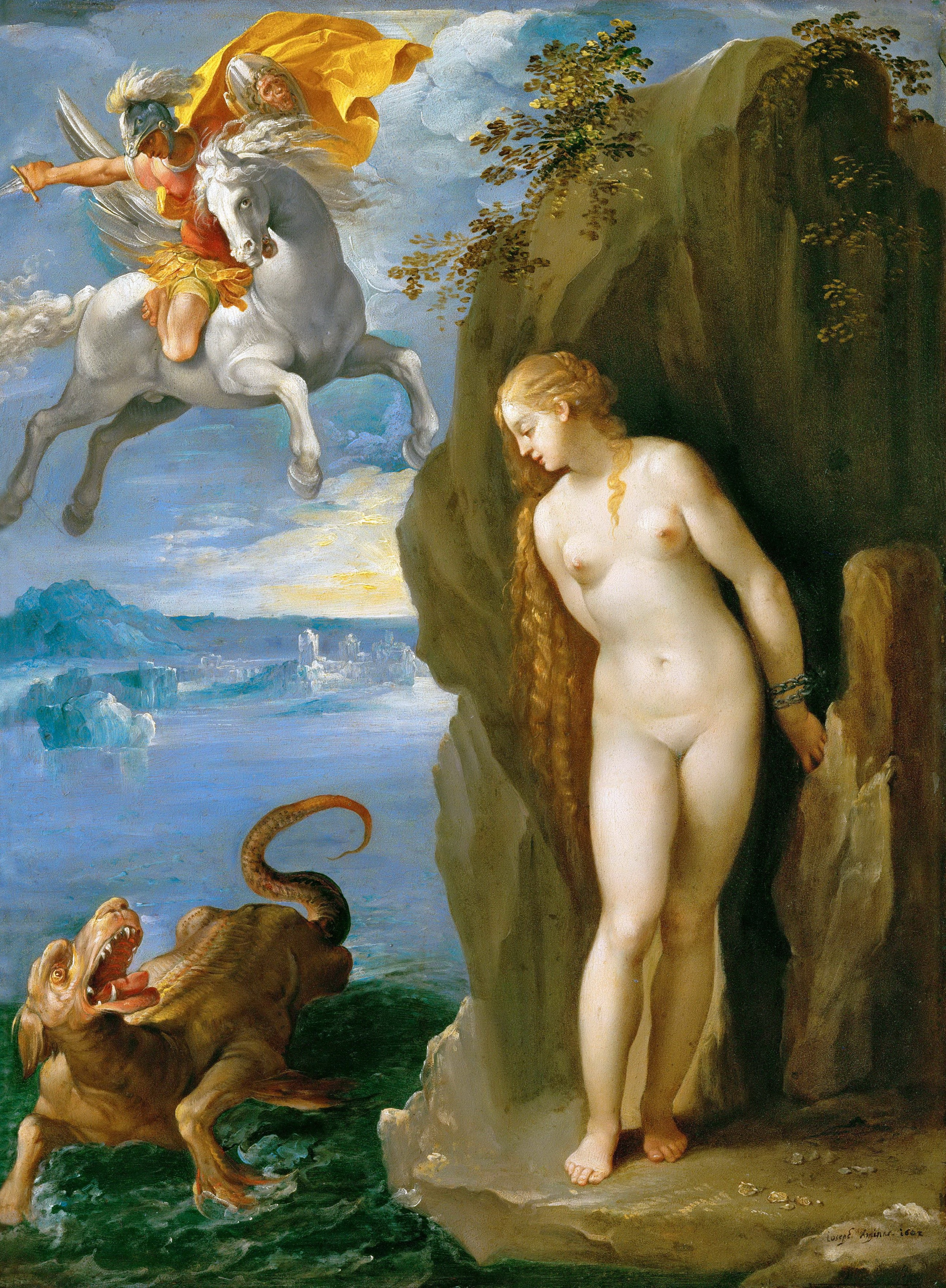
Persée délivrant Andromède, peinture à l'huile sur lapis-lazuli du Cavalier d'Arpin, vers 1593-1594, Musée d'histoire de l'art de Vienne, Autriche
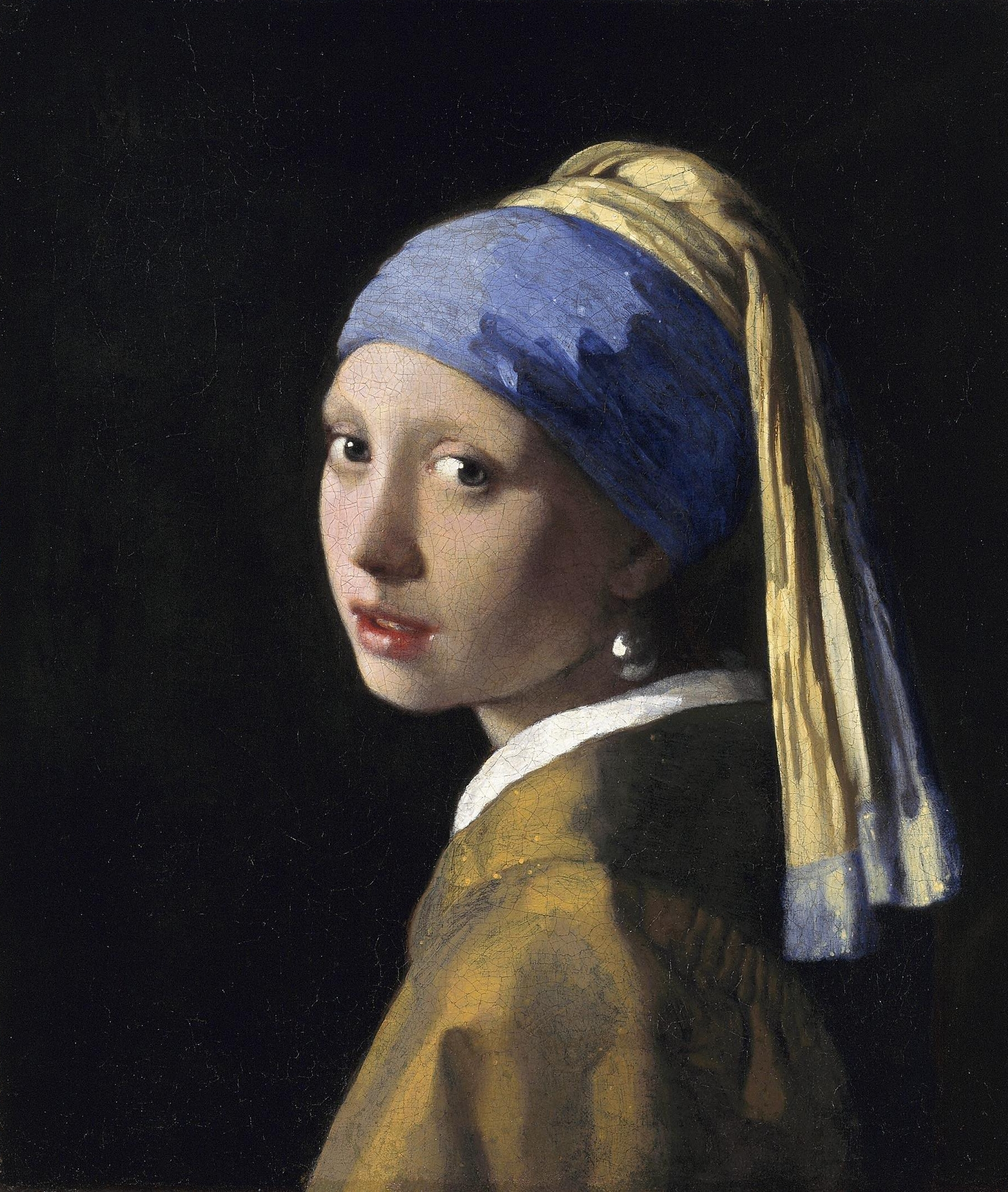
La Jeune Fille à la perle, (vers 1665), par Johannes Vermeer, peint avec l'outremer à base de lapis-lazuli, Mauritshuis, La Haye, Pays-Bas
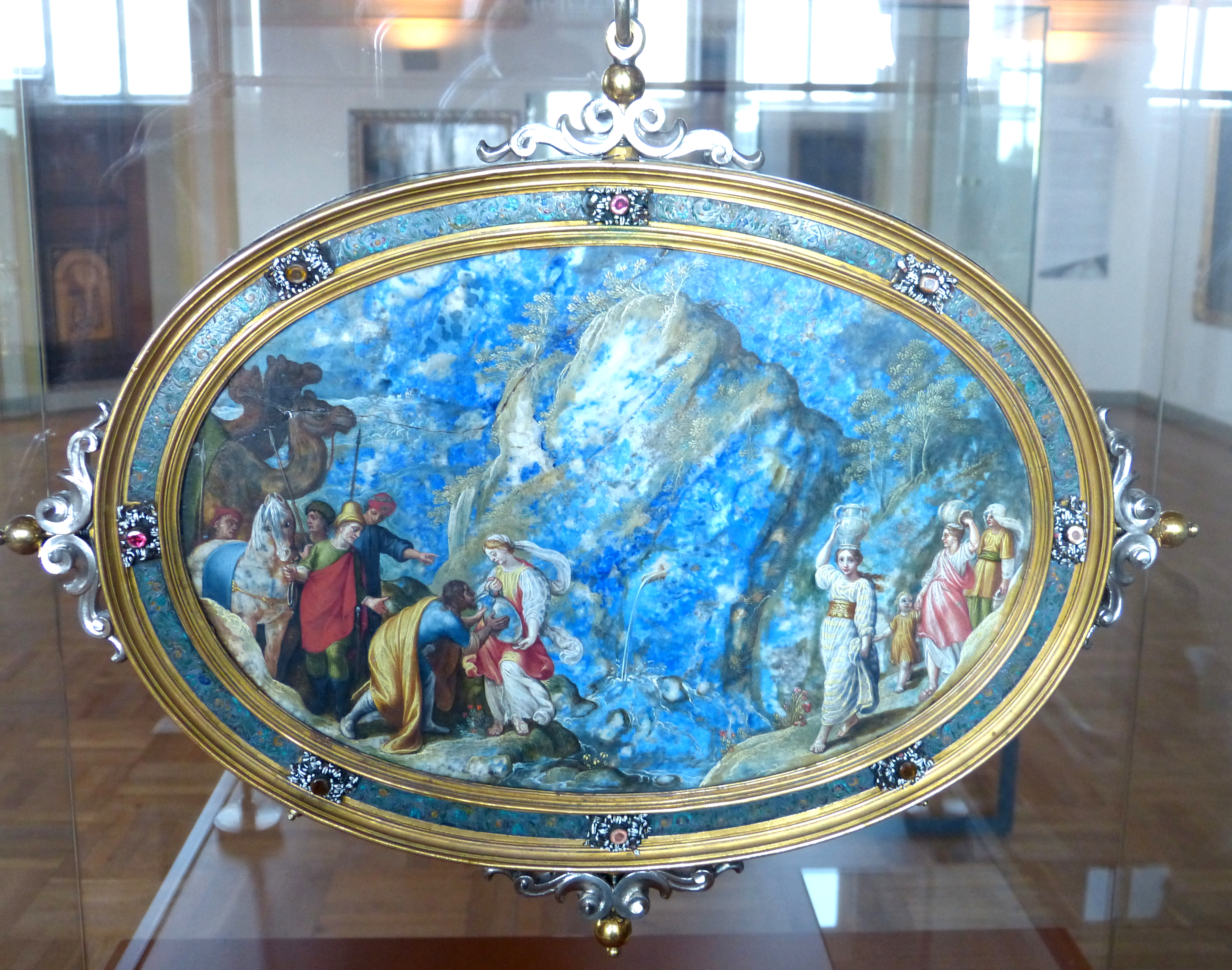
Éliézer et Rébecca, (XVIIe siècle), Musée du château Güstrow, Allemagne

Des études cristallographiques, par spectroscopie Raman (technique non destructive d'analyse moléculaire), réalisées en 2013 au CNRS à l'Université Pierre-et-Marie-Curie à Paris, ont montré que la couleur bleue de certains objets d'art, attribuée à la présence de cobalt, serait plutôt une coloration mixte contenant en plus du cobalt, du lapis-lazuli, que les techniques plus anciennes ne permettaient pas de détecter.

#### L'outremer artificiel

Apothéose d'Homère, Ingres, (1827), Musée du Louvre, Paris

En 1787, lors de son séjour en Italie, l'écrivain allemand Goethe, avait remarqué la formation d'une matière bleutée, d'aspect vitreux, sur les revêtements d'un four à chaux, désaffecté après un incendie, et précise que cette matière était utilisée à Palerme, pour la décoration, en substitution du lapis-lazuli : « Nous trouvons après l'incendie un type de flux de verre qui va du plus léger bleu à la couleur la plus foncée, ou la plus noire. Ces morceaux sont comme une autre roche, découpés en fines lamelles, suivant la hauteur de leur couleur, et utilisées avec bonheur, à la place du lapis, lors de placage sur des autels, des tombes et autres ornements ecclésiastiques ». Cependant, il n'indique pas si cette matière était apte à être moulue pour réaliser un pigment.
Dès l'apparition de l'outremer artificiel, créé en 1826, par l'industriel français Jean-Baptiste Guimet, et le chimiste allemand Christian Gmelin, l'outremer véritable tomba en désuétude.
Le peintre Ingres l'a utilisé pour la première fois, en 1827, pour son tableau L'Apothéose d'Homère (musée du Louvre, Paris), en se déclarant « très satisfait du résultat ».

#### Le bleu IKB: International Klein Blue

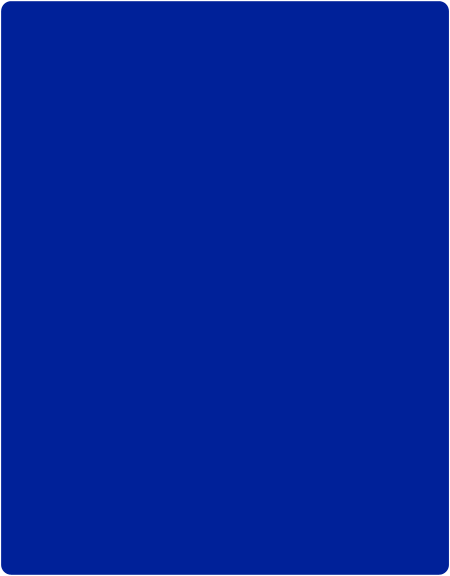
IKB 191 Monochrome bleu

Pendant les années 1950, l'artiste plasticien français Yves Klein a voulu créer un bleu aussi intense que le véritable outremer, utilisé par Giotto pour peindre ses fresques.
Il s'est alors tourné en 1956 vers Édouard Adam, un négociant en peintures dans le quartier de Montparnasse à Paris et aussi chimiste amateur, qui a réussi à produire une formule de colorant bleu intense. Celle-ci a été officiellement enregistrée à l'Institut national de la propriété industrielle, le 19 mai 1960, par Yves Klein, sous le nom de IKB (International Klein Blue). Le fait que la formule de cette couleur ait été découverte par Édouard Adam est encore mal connu par le grand public,.